# Maria Luisa d'Asburgo-Lorena
Maria Luisa Leopoldina Francesca Teresa Giuseppa Lucia d'Asburgo-Lorena, nota semplicemente come Maria Luisa d'Austria o Maria Luigia di Parma (Vienna, 12 dicembre 1791 – Parma, 17 dicembre 1847), è stata imperatrice consorte dei francesi dal 1810 al 1814 in quanto moglie di Napoleone I, e duchessa regnante di Parma, Piacenza e Guastalla dal 1814 al 1847 per decisione del congresso di Vienna.
Figlia del sacro romano imperatore Francesco II (dal 1806, con la fine del Sacro Romano Impero, primo sovrano dell'Impero d'Austria come Francesco I), nel 1810 fu data in sposa a Napoleone Bonaparte per suggellare la pace di Vienna tra la Francia e l'Austria, in seguito alla sconfitta subita da quest'ultima nella battaglia di Wagram (1809). Giunta malvolentieri alla corte imperiale delle Tuileries, Maria Luisa iniziò presto ad apprezzare la sua nuova posizione, sebbene i francesi non l'amassero. Lei stessa non riusciva a trovarsi a suo agio nel paese che, meno di vent'anni prima, aveva decapitato un'altra arciduchessa austriaca, la sua prozia Maria Antonietta.
Quando Napoleone venne sconfitto dalla sesta coalizione, Maria Luisa decise di non seguirlo nel suo esilio all'Isola d'Elba: tornò infatti insieme al figlio alla corte di Vienna. Anche dopo i cento giorni e la decisiva sconfitta di Napoleone a Waterloo, l'imperatrice decise di rimanere fedele alla famiglia degli Asburgo. Il congresso di Vienna la ricompensò dandole in vitalizio il Ducato di Parma e Piacenza. Aspramente criticata dai francesi per aver abbandonato Napoleone nel momento della sventura, Maria Luigia – così aveva deciso di italianizzare il suo nome – fu tuttavia amata dai parmigiani, che le attribuirono l'appellativo di "buona duchessa".

## Biografia

### Infanzia a Vienna

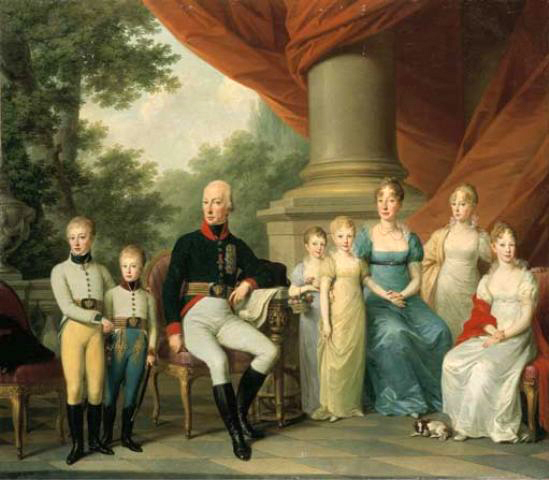
La famiglia imperiale dipinta da Josef Kreutzinger (c. 1805).
Maria Luisa è la giovane seduta sulla destra

Nacque nella Hofburg, il palazzo imperiale viennese, poco prima della mezzanotte del 12 dicembre 1791, figlia primogenita dell'arciduca Francesco Giuseppe Carlo e della sua seconda moglie, la sua prima cugina Maria Teresa di Borbone-Due Sicilie. Il nonno paterno Leopoldo II e la nonna materna Maria Carolina erano fratelli, entrambi figli dell'imperatrice Maria Teresa d'Austria; d'altro canto il nonno materno Ferdinando I delle Due Sicilie e la nonna paterna Maria Ludovica di Borbone-Spagna erano anch'essi fratelli, entrambi figli di Carlo III di Spagna e di Maria Amalia di Sassonia. La bambina fu battezzata Maria Luisa Leopoldina Francesca Teresa Giuseppa Lucia, ma in famiglia sarebbe stata chiamata col diminutivo Louisl (Luisetta). Aveva poco più di due mesi e mezzo quando, alla morte del nonno Leopoldo II, il padre divenne imperatore con il nome di Francesco II.
Lontana dalla guerra che si stava combattendo tra l'Austria e la Francia (dove la regina Maria Antonietta, sua prozia, venne ghigliottinata il 16 ottobre 1793), la giovane arciduchessa visse un'infanzia spensierata tra la Hofburg, il castello di Schönbrunn e quello di Laxenburg. Trascurata dalla madre Maria Teresa, che non le dava né affetto né sostegno, Maria Luisa strinse un intenso rapporto col padre Francesco, che la considerava la sua figlia prediletta. Tra la numerosa schiera di fratelli e sorelle predilesse Leopoldina, futura imperatrice del Brasile, e Francesco Carlo, futuro padre dell'imperatore Francesco Giuseppe. Inoltre, Maria Luisa strinse un profondo rapporto d'affetto con la sua istitutrice, Victoria Colloredo, e con la figlia di quest'ultima, Victoire de Poutet.
La giovane arciduchessa fu educata in maniera piuttosto semplice, seguendo i dettami della religione cattolica, nell'intenzione di farne una ragazza educata e ubbidiente. Studiò le lingue, in particolare il francese, lingua internazionale dell'epoca, e l'italiano, lingua madre dei suoi genitori, mentre il suo tedesco rimase sempre scorretto. Il resto della sua cultura prevedeva nozioni generali e poco approfondite di letteratura, calcolo, geografia e storia della Casa d'Austria e delle principali dinastie europee. La famiglia imperiale viennese, che sin dai tempi di Maria Teresa conduceva una vita privata "borghese", apprezzava che le sue arciduchesse si dedicassero alle piccole arti femminili: Maria Luisa amava il giardinaggio, la cucina, il ricamo e la musica (il suo strumento era il pianoforte).

### Napoleone e la corte austriaca

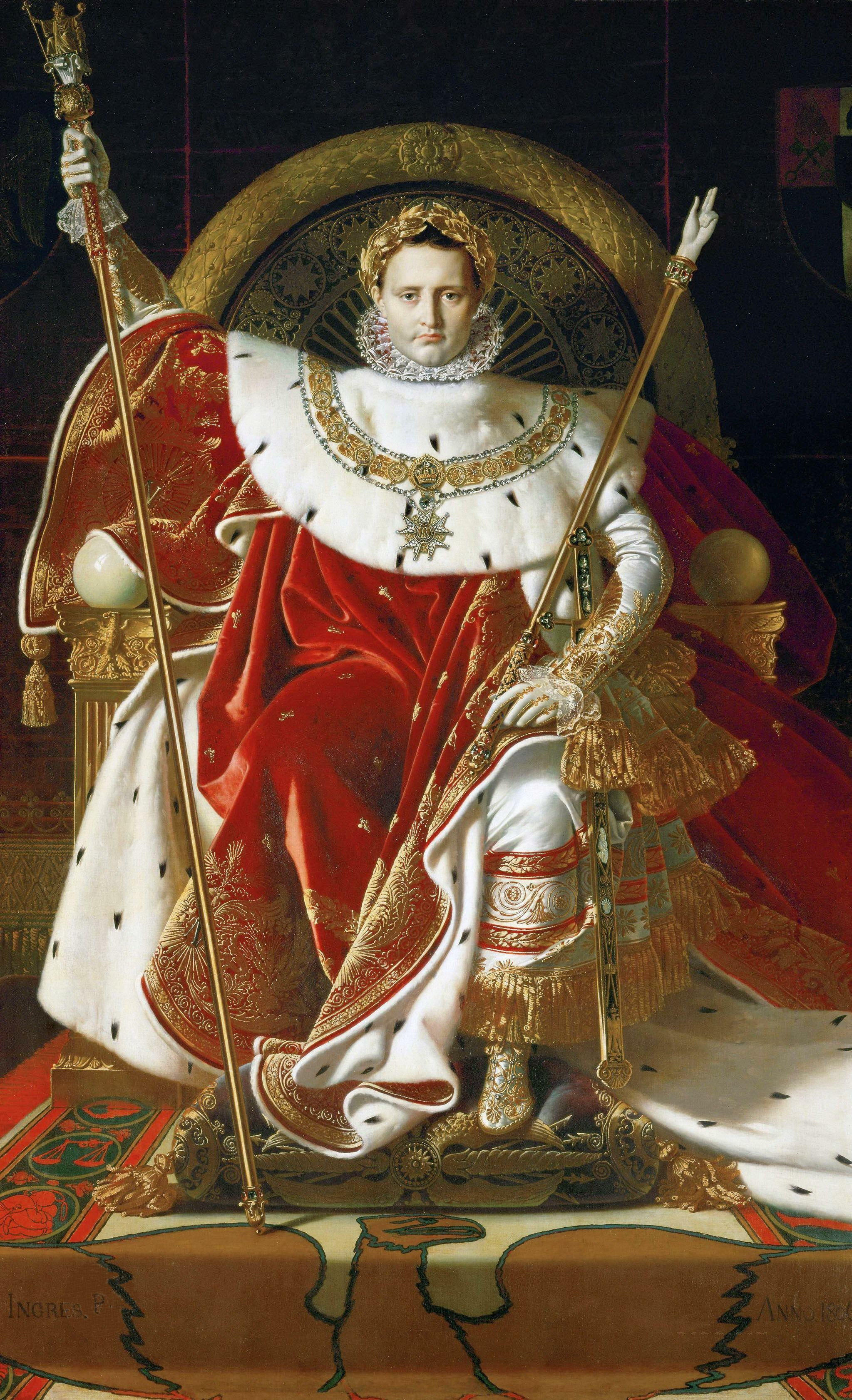
Napoleone, imperatore dei francesi. Ritratto di Jean-Auguste-Dominique Ingres (1806)

Sebbene fosse lontana dalla guerra, sin da bambina, Maria Luisa sentì l'eco delle battaglie combattute dall'Austria contro la Francia di Napoleone Bonaparte. Le fu instillato un odio profondo per il condottiero francese, che ai suoi occhi appariva come il diavolo. Quando, nel 1804, a Vienna giunse la notizia che Napoleone aveva rapito e fatto giustiziare il duca di Enghien, un principe della famiglia reale francese, agli Asburgo tornò alla mente la sorte di Maria Antonietta e iniziarono a temere la caduta di altre teste coronate. Davanti agli occhi di Maria Luisa, Bonaparte era l'incarnazione della Rivoluzione, l'Anticristo che voleva distruggere la Chiesa e le monarchie europee, mentre il suo amato genitore era il difensore dell'ordine e della giustizia. Intanto però, nel timore che Napoleone annientasse il Sacro Romano Impero, Francesco II elevò l'arciducato d'Austria a impero e si proclamò imperatore d'Austria come Francesco I.
Nel 1805 ci fu una svolta decisiva, poiché Napoleone attaccò direttamente l'Austria e inflisse una dura sconfitta all'esercito austriaco nella battaglia di Ulma (20 ottobre). Un mese dopo l'imperatore dei francesi entrò a Vienna: Maria Luisa e i suoi fratelli ripararono in Ungheria. Da Ofen l'arciduchessa sperava che le sorti della guerra favorissero gli alleati e alla madre scrisse: «Le sorti penderanno dalla parte del babbo, e giungerà finalmente l'ora in cui quest'usurpatore verrà umiliato. Forse Dio lo lascia arrivare a tal segno per privarlo, dopo che ha osato tanto, di ogni via d'uscita». Le cose però andarono contro le sue aspettative e Napoleone vinse la famosa e decisiva battaglia di Austerlitz (2 dicembre 1805). Alla sconfitta seguì la pace di Presburgo, alquanto sfavorevole per l'Austria che veniva privata di molti territori; poco dopo, nell'agosto del 1806, il Sacro Romano Impero cessò di esistere.
Il 13 aprile 1807 l'imperatrice Maria Teresa di Borbone-Due Sicilie morì dopo aver dato alla luce il suo dodicesimo figlio, una bimba che morì alla nascita. Francesco I cercò di nuovo moglie nell'ambito familiare e nel gennaio del 1808 sposò sua cugina Maria Ludovica d'Asburgo-Este, figlia di Ferdinando, suo zio. Maria Luisa, che aveva solo quattro anni in meno della matrigna, era già sua amica e il loro rapporto si intensificò. Maria Ludovica, che a causa di una salute fragile e delicata non poteva aver figli, considerò suoi quelli del marito. Della maggiore disse: «Non credo che potrei amarla di più se l'avessi portata in grembo, del resto se lo merita, perché il suo carattere è in fondo eccellente».
Nel 1809 ripresero i conflitti armati tra Francia e Austria, che sperava di cancellare il trattato di pace di Presburgo. Ma anche stavolta Napoleone si dimostrò uno stratega più abile, volgendo la guerra a suo vantaggio. Il 4 maggio la famiglia imperiale fuggiva di nuovo da Vienna, che il 12 maggio fu nuovamente occupata dai francesi. Da Ofen Maria Luisa scriveva al padre: «Viviamo costantemente nella paura, senza sapere se ogni nuovo giorno ci porterà gioia o nuovi affanni». Le armate napoleoniche avevano la meglio su quelle austriache e gli arciduchi dovettero lasciare la città per rifugiarsi più a est, a Eger, dove Maria Ludovica si occupò dell'educazione dei figliastri, che incitava all'odio contro Napoleone. Il 6 luglio 1809 Napoleone vinceva la battaglia di Wagram e l'Austria gli si arrendeva; seguì il trattato di Schönbrunn, che si rivelò peggiore del precedente.

### Nozze per procura a Vienna

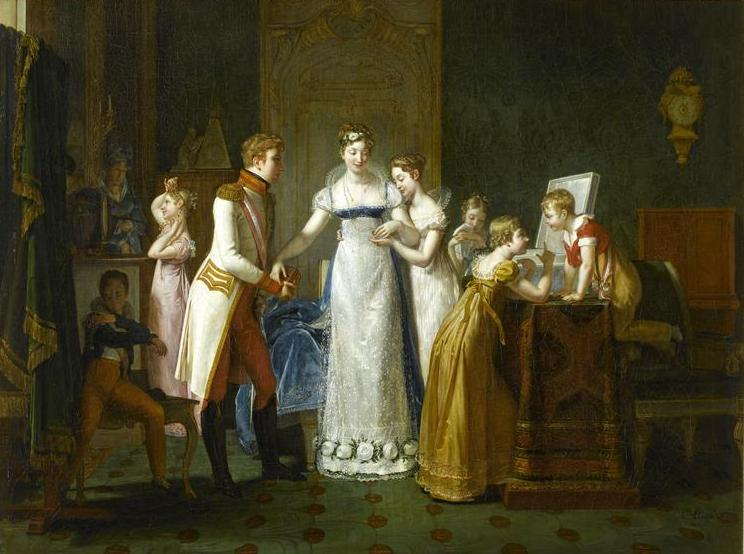
Maria Luisa dice addio ai suoi fratelli, dipinto di Pauline Auzou, 1812

A seguito di un fallito attentato, Napoleone iniziò a pensare a cosa ne sarebbe stato dell'impero se lui fosse morto, dal momento che non aveva figli legittimi. Consapevole di non essere sterile (aveva dei figli illegittimi), l'imperatore si risolse a divorziare dalla moglie Giuseppina di Beauharnais. Quando Maria Luisa seppe la notizia, scrisse al padre: «Nella gazzetta ho letto del divorzio di Napoleone dalla moglie; debbo confidarLe, babbo caro, che la cosa mi ha seriamente allarmata: il pensiero che io possa esser nel novero di quelle che gli verranno forse proposte in isposa non è un'eventualità inverosimile, la qual cosa mi ha indotto a farLe una confessione, che affido al Suo cuore paterno». Maria Luisa proseguiva dicendogli che a Ofen aveva approfondito la sua conoscenza con l'arciduca Francesco, fratello dell'imperatrice Maria Ludovica, e chiedeva al padre se fosse possibile un loro matrimonio. L'arciduchessa era evidentemente agitata, giacché intestò la lettera «Ofen, addì 5 gennaio 1809» invece di 1810. Maria Ludovica, che caldeggiava quest'unione, cercò di fare da tramite con l'imperatore Francesco I, senza ottenere però alcun risultato.
Napoleone considerò diciotto possibili pretendenti; poi, scartate le candidate francesi, la scelta si restrinse sulla quattordicenne Anna Pavlovna Romanova, sorella dello zar Alessandro I e la diciottenne Maria Luisa. Il diniego ostinato della zarina Maria Fëdorovna e l'attività politica di Metternich, che temeva un'alleanza tra Francia e Russia, fece sì che la scelta cadesse su Maria Luisa e il ministro austriaco riuscì a convincere l'imperatore Francesco I a concedere sua figlia al nemico. Maria Luisa, che non fu mai tenuta al corrente per via ufficiale delle trattative, il 23 gennaio 1810 scrisse all'amica Victoire de Poutet, figlia della contessa Colloredo: «So che mi maritano già a Vienna col grande Napoleone, spero che questo resterà un discorso e vi sono ben grata, cara Victoire, degli auguri; a questo proposito formulo dei controvoti affinché questo non avvenga e se si dovrà fare, credo che sarò la sola che non se ne rallegrerà».
Quando Metternich informò ufficialmente l'arciduchessa delle sue prossime nozze, Maria Luisa andò a lamentarsi dal padre, che si giustificò dicendo che l'accordo era stato preso dai suoi ministri senza che lui ne sapesse niente: la cosa non era vera, poiché era impensabile che le trattative si fossero svolte senza informare l'imperatore, ma alla fine Maria Luisa, educata all'obbedienza come tutte le arciduchesse, accettò «pazientemente e ragionevolmente la propria sorte», come ebbe a dire suo zio Ranieri. Le diplomazie di Francia e d'Austria ebbero una gran fretta nel concludere il matrimonio, mentre Napoleone era a Parigi ad aspettare la sua giovanissima sposa austriaca. Il matrimonio venne officiato, per procura, nella Augustinerkirche, la chiesa del palazzo imperiale della Hofburg, l'11 marzo 1810. Al braccio di Maria Luisa, al posto di Bonaparte, c'era l'arciduca Carlo, l'ex comandante delle truppe austriache che avevano trionfato contro Napoleone ad Aspern, ma che erano state umiliate a Wagram.

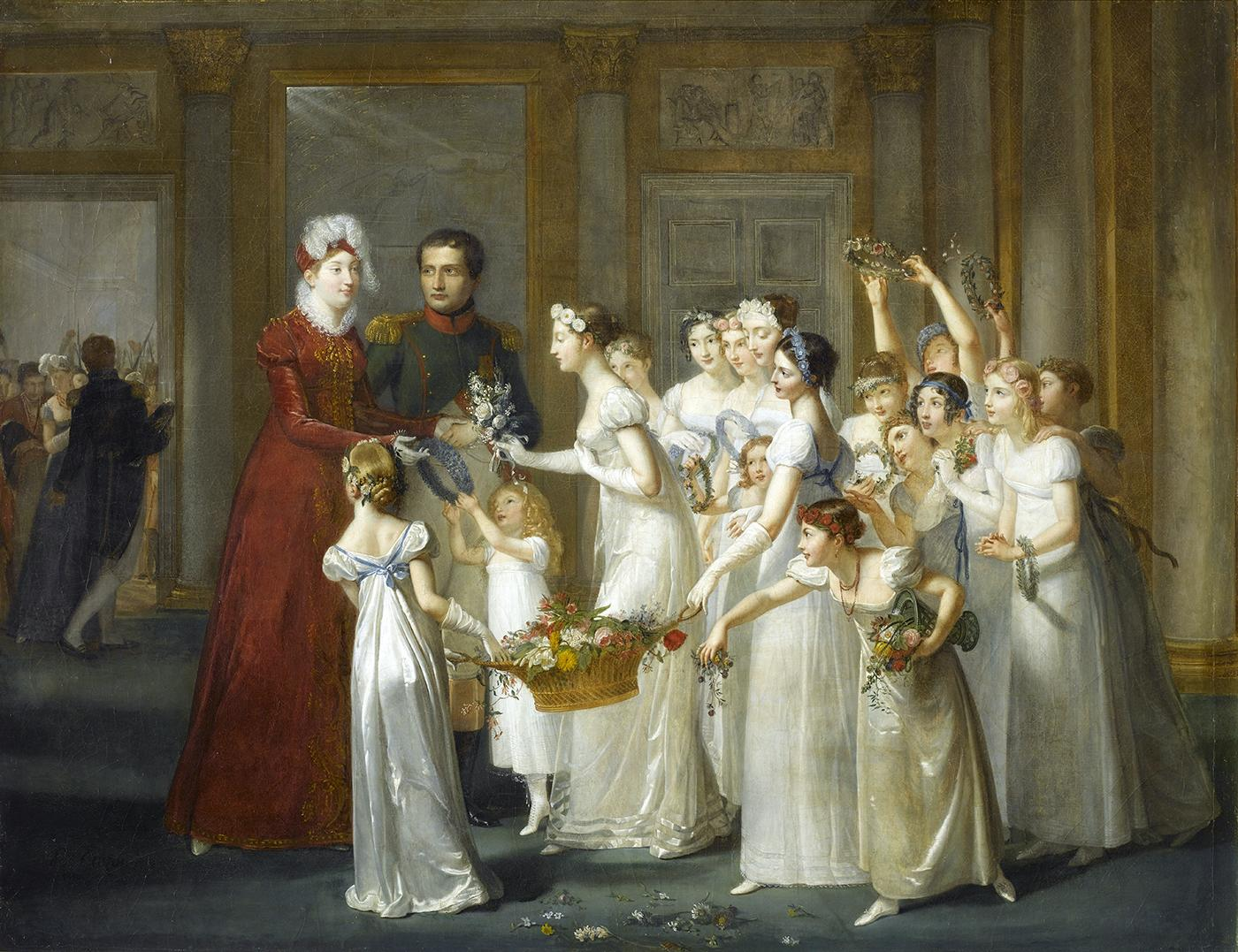
Maria Luisa viene accolta a Compiègne.
Dipinto di Pauline Auzou, 1812

Il congedo di Maria Luisa dal padre e dalla corte austriaca avvenne la sera del 13 marzo a Sankt Pölten, da dove la sposa partì alla volta di Soissons, luogo previsto per l'incontro con lo sposo. Dal momento che simili nozze non avvenivano da decenni, Napoleone volle che la cerimonia della remise seguisse il protocollo utilizzato quarant'anni prima con Maria Antonietta. La costruzione in legno fatta di tre vani (austriaco, neutrale e francese), in cui Maria Luisa doveva entrare come arciduchessa d'Austria e uscirne come imperatrice di Francia, fu innalzata tra Altheim e Braunau am Inn. Dopo aver attraversato la Baviera e il Württemberg nel generale tripudio delle popolazioni, ben disposte verso la Francia, e aver ricevuto l'omaggio delle genti francesi d'oltre Reno, il 27 marzo venne raggiunta a Courcelles-sur-Vesles da Napoleone che volle dimostrarle la propria impazienza anticipando l'incontro, dopo aver galoppato velocemente sotto la pioggia. Maria Luisa, dapprima spaventata e poi sorpresa, rimase in imbarazzo fino alla fine del viaggio.
Giunti in carrozza al castello di Compiègne, alle ore 21:30, Maria Luisa venne presentata alla corte riunita. Napoleone decise di infrangere il protocollo, consumando quella sera stessa la prima notte di nozze: aveva chiesto al vescovo di Nantes se il matrimonio per procura a Vienna gli avesse conferito i diritti di un marito sulla moglie; ricevuta una risposta positiva, aveva deciso di unirsi alla moglie prima della cerimonia a Parigi. Dopo essersi assicurato circa gli intendimenti collaborativi della sposa, Napoleone incaricò la sorella Carolina di riassumerle brevemente i doveri muliebri per quella notte. Ricorderà poi l'imperatore, nell'esilio dell'isola d'Elba: «Andai da lei ed essa fece tutto ridendo. Ha riso tutta la notte».

### Nozze ufficiali al Louvre

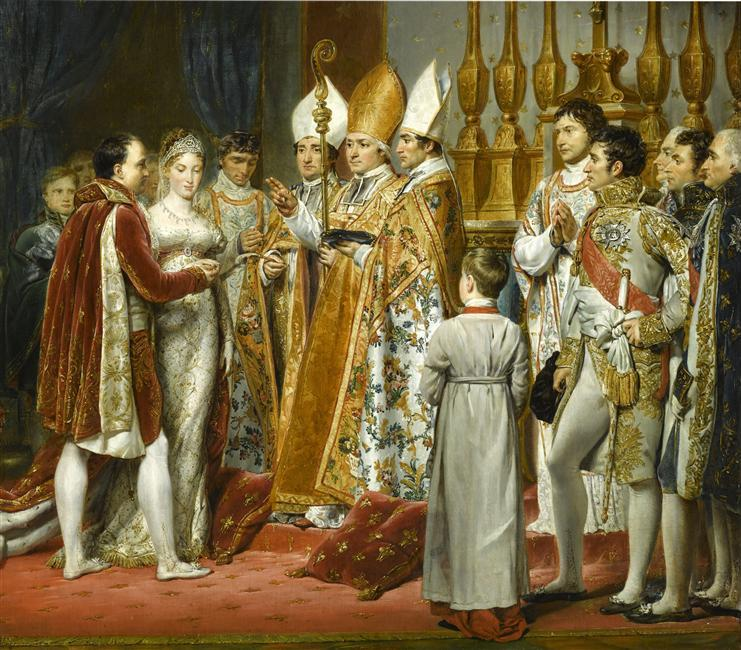
Le nozze al Louvre.
Dipinto di Georges Rouget, 1810

Il matrimonio civile di Napoleone Bonaparte e Maria Luisa ebbe luogo nel castello di Saint-Cloud il 1º aprile 1810. In un primo momento Bonaparte aveva pensato di sposarsi a Versailles, ma poi aveva scelto il castello dove, nel 1799, aveva compiuto il suo colpo di Stato, proclamandosi Primo console della Repubblica. Cinque anni dopo, sempre a Saint-Cloud, era stato nominato imperatore. Alla cerimonia si verificò la prima spaccatura nel collegio cardinalizio: quattordici cardinali presero parte alle nozze, quattordici si rifiutarono.
L'indomani, il 2 aprile, nel Salon Carré del Louvre, trasformato in cappella, avvenne la cerimonia religiosa, officiata dal cardinale Joseph Fesch, zio materno dello sposo. La spaccatura nel clero divenne più evidente, poiché ai quattordici assenteisti se ne erano aggiunti altri tre: i porporati, infatti, non vollero presenziare al matrimonio, perché Napoleone era ancora sotto scomunica, che aveva ricevuto nel 1809, ed era considerato da loro "bigamo", mancando la ratifica del papa Pio VII al suo divorzio da Giuseppina di Beauharnais. Napoleone fu molto infastidito da questa ribellione cardinalizia e fece confinare in provincia i cardinali ribelli, sotto la sorveglianza della polizia. Lo scontento si verificò, però, anche all'interno della corte: le sorelle e le cognate di Napoleone non volevano portare lo strascico dell'Austriaca, come veniva chiamata Maria Luisa con lo stesso appellativo riservato un tempo a Maria Antonietta. L'imperatrice non sapeva che si parlava di lei in tale modo già in tutta Parigi: i bonapartisti preferivano Giuseppina, i repubblicani l'odiavano in quanto nipote della regina ghigliottinata, i monarchici non le perdonavano di dare con le sue nozze una sorta di pseudolegittimità alla casata di Bonaparte.
I festeggiamenti furono imponenti e molto costosi. Soltanto i fuochi d'artificio che illuminarono il cielo di Parigi costarono 55 000 franchi.

### Vita da imperatrice

Maria Luisa, imperatrice dei francesi, ritratto di Jean-Baptiste Isabey, 1810

Napoleone iniziò subito ad affezionarsi a Maria Luisa, che da un lato ammirava per la nobiltà dei suoi natali, dall'altro per le virtù domestiche di cui era dotata. Maria Luisa si rivelava la moglie ideale per l'imperatore: educata sin dall'infanzia all'ubbidienza, era devota e affettuosa e non si intrometteva negli affari politici. Maria Luisa era, usando le parole di Napoleone, una «bambina deliziosa», dava del tu al marito con grande sgomento dei cortigiani e lo chiamava "Nanà" o "Popò". Metternich cercò di influenzare l'imperatrice affinché esercitasse un certo controllo sul marito e lo indirizzasse verso una politica filo-austriaca, ma Maria Luisa non solo non desiderava agire in tal senso, ma era anche impossibilitata a farlo.
Sebbene fosse apprezzata dall'imperatore, Maria Luisa era per i francesi la nuova Autrichienne (austriaca), nipote dell'odiata Maria Antonietta, ascesa al patibolo con gioia dei parigini. Lei stessa, per quanto nelle lettere al padre asserisse di essere felice, lasciava talvolta trasparire una certa amarezza. Il poeta Lamartine ne parlò come di una «statua della malinconia del Settentrione abbandonata in mezzo a un accampamento francese, tra lo strepito delle armi». Abituata da sempre ad appoggiarsi a qualcuno di più forte e autoritario, l'imperatrice iniziò a trovare in Napoleone quella figura carismatica che per tanti anni era stata rappresentata da Francesco I.
Alle Tuileries le furono riservate quattro stanze in cui aveva vissuto la regina Maria Antonietta ai tempi della Rivoluzione: Maria Luisa non si sentiva a casa propria in quel paese e, come ricordò Napoleone, «aveva sempre paura di stare tra i francesi che avevano ammazzato sua zia». L'imperatrice non amava l'ambiente di corte e tutta quella cerchia di nobili compiacenti e accomodanti; nel suo diario scrisse: «Non amo che mi si elogi in faccia, soprattutto quando l'elogio non è veritiero, come quando mi dicono che sono bella». In compenso Maria Luisa trovava di suo gradimento la sua prima dama di compagnia, la duchessa di Montebello. I cortigiani iniziarono presto a disprezzarla: Maria Luisa era molto timida e non aveva il fascino e la disinvoltura dell'imperatrice Giuseppina e, a differenza di quest'ultima, preferiva l'intimità alla vita di società parigina. Si accontentava di recitare la sua parte di prima donna accanto al consorte, mostrando il contegno rigido insegnatole alla corte di Vienna. Si sentiva inadeguata in quella corte che sentiva straniera ed essere al centro dell'attenzione le pesava: «Il nostro stato è veramente infelice; quando si è stanchi, si è costretti a ricevere; quando si ha voglia di piangere, bisogna ridere e non si viene neppure compatiti».

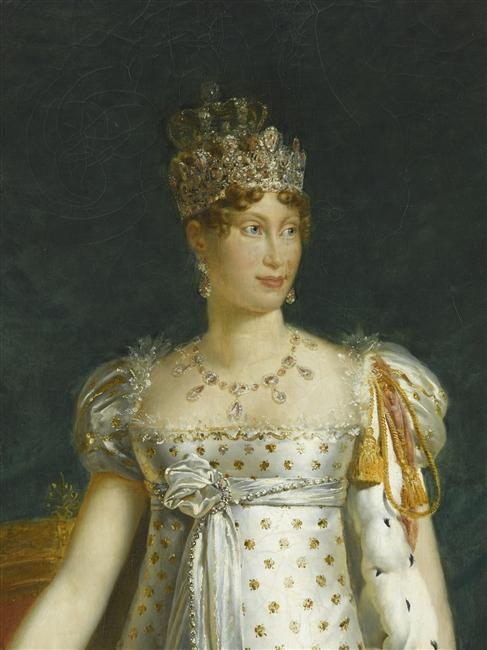
Maria Luisa, imperatrice dei francesi, ritratto di Jean-Baptiste Paulin Guerin, (c. 1812)

Nell'ambito familiare Maria Luisa dovette ben presto scontrarsi col clan Bonaparte, che prima di lei aveva ricoperto d'odio Giuseppina. Se la madre di Napoleone, Letizia Ramolino, si accontentava di lanciare occhiate sprezzanti all'austriaca, le sue figlie desideravano ridicolizzarla a corte. L'unica persona con la quale andava d'accordo era Ortensia di Beauharnais, regina d'Olanda. Quanto alla famosa Giuseppina, Maria Luisa la temeva e non desiderava incontrarla. Le due imperatrici erano molto diverse e Napoleone stesso fece dei confronti: «Nell'una [Giuseppina] tutto era arte e grazia; l'altra [Maria Luisa] era l'innocenza fatta a persona»; Giuseppina era rimasta «sempre più o meno lontana dalla verità», mentre Maria Luisa «non sapeva simulare e dalla verità non si allontanava mai». Altra grande differenza tra le due furono le spese di corte in abiti e gioielli: Giuseppina superava in numero Maria Antonietta, famosa per i suoi sperperi, e, per esempio, tra il 1804 e il 1806, spese 6 647 580 franchi. Maria Luisa invece restava sempre al di sotto dei 500 000 franchi l'anno accordatile.
Nella vita privata l'imperatrice si dedicò a quelle attività che avevano riempito le sue giornate a Vienna e che risultavano gradite a Napoleone. Maria Luisa continuò a occuparsi di ricamo e lavori di cucito; suonare rimase la sua attività preferita e si dedicò ad arpa, clavicembalo e pianoforte. L'italiano Ferdinando Paër le impartiva lezioni di canto e Maria Luisa lo aiutò nella sua carriera parigina: nel 1812 divenne direttore del Théâtre de l'Opéra italien du Théâtre de l'Impératrice. Prud'hon e Isabey furono invece suoi maestri di disegno. La lettura fu per lei un importante passatempo, ma anche strumento di apprendimento e di educazione. Seppur biasimata, amava leggere le opere di Chateaubriand: Atala, René, Il genio del cristianesimo o le bellezze della religione cristiana. Con delle riserve si dedicava anche alla lettura di testi più frivoli, come quelli di Madame de Genlis e di Restif de la Bretonne, dei quali non amava però la civetteria tipicamente francese.
Maria Luisa dava molta importanza ai pasti ed era estremamente golosa di dolci, cosa che non faceva bene alla sua linea. Le piaceva giocare a biliardo, passeggiare nei giardini dell'Eliseo, correre a cavallo a Saint-Cloud. La caccia non le aggradava e seguiva le partite solo in carrozza. Nei confronti di Versailles mostrava un atteggiamento ambiguo: amava il parco del Petit Trianon, che le ricordava Laxenburg, ma allo stesso tempo tutto sembrava ancora fortemente permeato dall'aura malinconica di Maria Antonietta. Cresciuta nell'ambiente devoto di Vienna, l'imperatrice frequentava la messa domenicale e nelle varie festività religiose. Nei limiti consentitile dal marito e sotto lo stretto controllo dell'apparato statale, si occupò anche di beneficenza.

### Nascita dell'Aiglon e prima reggenza

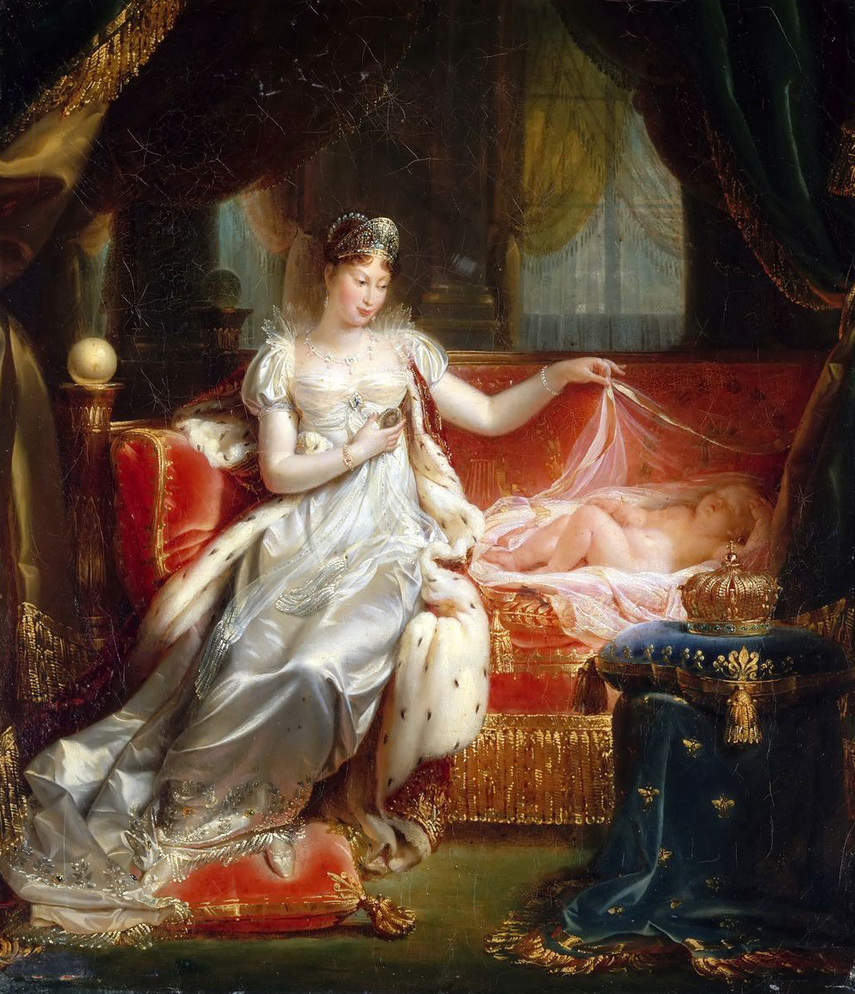
Maria Luisa e il re di Roma, dipinto di Joseph Franque, 1811

Nel luglio 1810, tre mesi dopo la prima notte trascorsa a Compiègne, Maria Luisa scrisse al padre di essere incinta. La gravidanza non presentò particolari problemi e per il nascituro era già pronto un titolo speciale: re di Roma se fosse stato un maschio, principessa di Venezia se fosse stata una - indesiderata - femmina. Il parto fu lungo e doloroso e si dovette ricorrere ai ferri: il 20 marzo 1811, dopo dodici ore di travaglio, Maria Luisa partorì un bambino. Il 9 giugno 1811, nella cattedrale di Notre-Dame, fu battezzato Napoleone Francesco Giuseppe Carlo, in onore del padre, del nonno materno, dello zio paterno e del nonno paterno. Suoi padrini furono il granduca di Toscana Ferdinando III di Lorena (in rappresentanza dell'imperatore), Letizia Ramolino, Giuseppe Bonaparte e Ortensia di Beauharnais. Maria Luisa, come molte altre sovrane prima di lei, non ebbe modo di occuparsi direttamente del bambino; anzi, Napoleone aveva già programmato la sua formazione ed educazione tenendo la moglie in disparte. A una delle sue dame confidò: «Mi rubano il mio bambino, mi piacerebbe tanto cullarlo, portarlo in carrozzina, essere io a mostrarlo all'imperatore. Sono certa che in Austria avrei il diritto di passare le giornate con mio figlio».
Nel maggio 1812 Napoleone partì alla volta della campagna di Russia; Maria Luisa lo seguì sino a Dresda, dove poté incontrare suo padre e la matrigna. Mentre Napoleone procedeva in quella che sarebbe stata la sua rovina, Maria Luisa ebbe modo di viaggiare nei territori dell'impero paterno: a giugno si recò a Praga, per poi ripartire a luglio. Il 18 di quel mese rientrò ufficialmente a Parigi. Durante tutto il periodo della spedizione, l'imperatore e l'imperatrice si scrissero molte lettere e rimasero costantemente in contatto. Il 19 ottobre 1812 iniziò la ritirata di Napoleone dalla Russia, mentre a Parigi Maria Luisa era sempre più in ansia: se Napoleone fosse morto, lei sarebbe diventata reggente per il figlio. Il 18 dicembre, poco prima di mezzanotte, Napoleone si presentò a sua moglie, dopo aver perso un enorme numero di soldati.
L'anno nuovo, il 1813, si aprì con le dichiarazioni di guerra contro la Russia, la Prussia e l'Inghilterra. Napoleone si prodigava pertanto affinché Maria Luisa intervenisse presso la corte di Vienna chiedendo aiuto. Il 5 febbraio 1813 fu introdotta la clausola della reggenza e il 30 marzo Maria Luisa fu nominata reggente dell'impero. Il 15 aprile Napoleone partì alla volta della Germania. La reggenza fu un peso per l'imperatrice, sebbene il suo ruolo fosse solo di rappresentanza: tutte le decisioni sullo Stato erano prese da Napoleone e attivate tramite i suoi fedelissimi. I compiti ufficiali della reggente erano presiedere il Senato, il Consiglio di Stato, il Consiglio dei ministri e il Consiglio privato. Nel frattempo, sotto le pressanti sollecitazioni di Napoleone, l'imperatrice continuava a richiedere aiuti bellici a suo padre, ma senza risultati. L'Austria rimaneva neutrale e portava avanti delle inutili trattative di pace tra gli Stati in conflitto. Napoleone non accettò le condizioni della pace di Praga e l'11 agosto 1813 anche l'Austria scese in guerra a fianco degli alleati. Dopo l'entrata in guerra dell'Austria, la posizione dell'imperatrice peggiorò. Maria Luisa era sempre più additata come l'Autrichienne e i coscritti di ottobre, voluti da Napoleone per chiamare alle armi nuove reclute, furono detti "marialuigini". Tra il 16 e il 19 ottobre si svolse la decisiva battaglia di Lipsia: Napoleone perse e il 9 novembre rientrò a Parigi.

### Seconda reggenza e crollo dell'impero

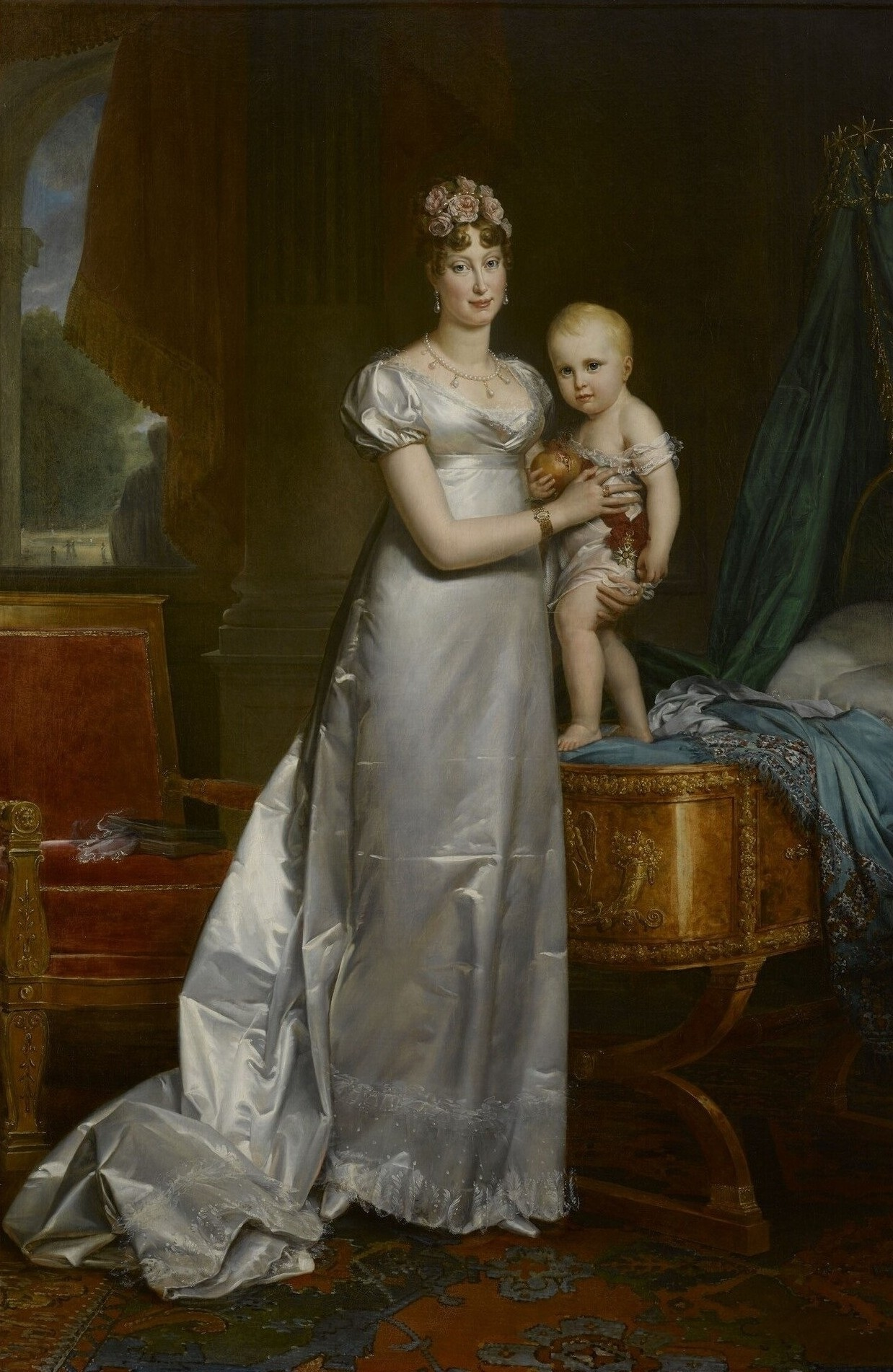
Maria Luisa e il figlio Napoleone II.
Dipinto di François Gérard, 1813

Le conseguenze della sconfitta furono notevoli: la Francia fu ridimensionata ai confini che aveva al tempo della Repubblica. All'interno del paese ormai erano molte le persone che non inneggiavano più all'imperatore, soprattutto a causa del raddoppio delle tasse e del reclutamento di 300 000 uomini. L'Austria intervenne a favore della Francia per evitare che fosse invasa: gli alleati si impegnavano a riconoscere la dinastia dei Bonaparte e i confini naturali in cambio della rinuncia al dominio su Olanda, Germania, Polonia, Italia e Spagna. Napoleone, però, rifiutò la proposta. In risposta a ciò gli alleati si preparavano a invadere la Francia.
Il 1814 non si aprì in maniera positiva; Maria Luisa era affranta dalla disperazione e confidò a Ortensia: «Porto sfortuna dovunque vado. Tutti coloro con cui ho avuto a che fare ne sono stati più o meno toccati, e fin dall'infanzia non ho fatto che passar la vita a scappare». Il 23 gennaio Maria Luisa fu nominata reggente per la seconda volta. La mattina del 25 Napoleone disse addio al figlio e alla moglie in lacrime. Non si sarebbero mai più rivisti. Nelle lettere che la reggente inviava al marito non mostrava affatto una situazione positiva: lei era molto malinconica, donne e bambini abbandonavano Parigi, i quadri e i tesori del Louvre venivano messi al sicuro. L'8 febbraio 1814 Napoleone scrisse a suo fratello Giuseppe che se lui fosse morto, l'imperatrice e il principe ereditario sarebbero dovuti andare a Rambouillet piuttosto che finire nelle mani degli austriaci: «Preferirei che mio figlio venisse strozzato, anziché vederlo mai a Vienna, educato da principe austriaco».
Maria Luisa scriveva al marito confidando nella pace: «Adesso non bramo che la pace; lontano da te mi sento così derelitta e così triste, che tutti i miei desideri si restringono a questo solo». Napoleone invogliò di nuovo la moglie a scrivere a suo padre chiedendogli di cambiar partito, ma Francesco I fu irremovibile. Un'ennesima trattativa di pace, iniziata già il 5 febbraio a Châtillon-sur-Seine, si rivelò fallimentare. Tra il 20 e il 21 marzo Napoleone fu sconfitto nella battaglia di Arcis-sur-Aube; in seguito, fece l'errore di cercare di cogliere il nemico alle spalle invece di fermarlo davanti a Parigi. Gli alleati mandarono 8 000 uomini dietro a Napoleone, 180 000 puntavano sulla capitale. La città era nel caos e il 28 marzo, durante il Consiglio, il Ministro della Guerra avanzò l'ipotesi di far evacuare l'imperatrice e il principe ereditario. Gli altri ministri, però, decisero che la reggente rimanesse a Parigi. Intervenne allora Giuseppe che lesse gli espliciti ordini dell'imperatore scrittigli in una lettera del 16 marzo: se fosse stato impossibile difendere la città, sua moglie e suo figlio avrebbero dovuto lasciare la capitale e dirigersi verso la Loira.
La mattina del 29 marzo 1814 il corteo imperiale lasciava Parigi, minacciata a ovest dove i cosacchi avevano già invaso Neuilly-sur-Seine. Il giorno dopo Parigi capitolò. Il viaggio dell'imperatrice terminò la sera del 2 aprile a Blois, dove si trasferì la corte e continuarono a tenersi le sedute del Consiglio. Era il quarto anniversario del loro matrimonio e Maria Luisa scrisse a Napoleone, che si trovava a Fontainebleau: «Credo che la pace mi restituirà tutta la mia serenità. Bisogna davvero che tu ce ne faccia presto dono». Lo stesso giorno a Parigi, il Senato dichiarò decaduto l'imperatore. Napoleone sollecitò la moglie a scrivere una lettera a Francesco I per raccomandare sé stessa e il figlio. Maria Luisa scrisse: «Lo stato delle cose è talmente triste e spaventoso per noi, che io cerco con mio figlio rifugio presso di Lei. È dunque nelle Sue mani, babbo carissimo, che io rimetto la mia salvezza». Il 6 aprile Napoleone abdicò senza condizioni, senza nessuna successione per Napoleone II né una reggenza per Maria Luisa. Il giorno dopo la notizia arrivò a Blois insieme a una missiva di Napoleone per Maria Luisa: «Addio, mia brava Louise, mi dispiace per te. Scrivi a tuo padre e chiedigli di darti la Toscana; quanto a me, non voglio che l'isola d'Elba».

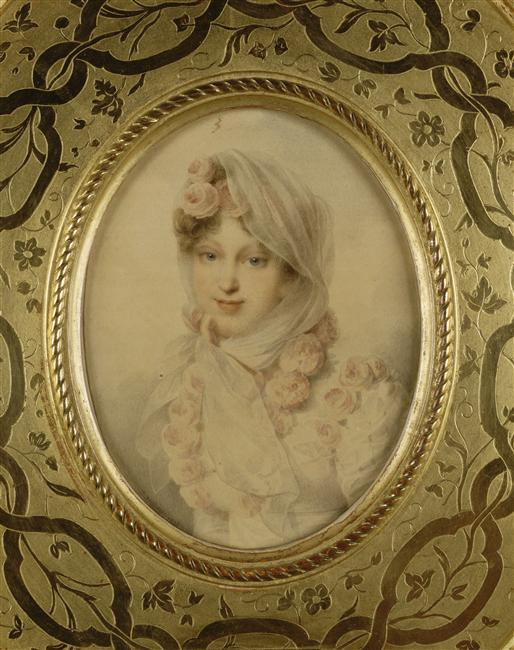
L'imperatrice Maria Luisa. Miniatura di Jean-Baptiste Isabey, 1812

Inizialmente Maria Luisa prese la decisione di raggiungerlo a Fontainebleau, poi fu convinta a restare a Blois. Scrisse al marito chiedendo istruzioni perché alcuni protendevano affinché lo raggiungesse, altri affinché tornasse dal padre. Napoleone non rispose e a Blois si presentarono un aiutante dello zar e un rappresentante del governo provvisorio francese che la convinsero a partire per Orléans. Nella città le furono confiscati gli oggetti di valore, non solo i beni di Stato, ma anche i regali fattile dal marito. Maria Luisa era terrorizzata, temeva di fare la fine di Maria Antonietta e scrisse a Napoleone che aveva la febbre, che sputava sangue e che aveva bisogno d'aiuto. L'11 aprile Napoleone le scrisse e le riferì le decisioni prese con gli alleati: lui avrebbe avuto l'Elba, lei e suo figlio il ducato di Parma, Piacenza e Guastalla. Continuava dicendole che avrebbe preferito che le dessero la Toscana, dimodoché potesse raggiungerlo per un soggiorno permanente all'isola d'Elba. Maria Luisa non seguì il marito nella sventura e il 16 aprile si incontrò col padre a Rambouillet.
Francesco I tornò a rioccupare il suo ruolo di guida che per quattro anni era spettato all'imperatore dei francesi. Il 24 aprile 1814 iniziò il viaggio di ritorno in Austria di Maria Luisa. Il 2 maggio passò il Reno e lasciò la Francia; sul suo diario scrisse: «Auguro ogni bene alla povera Francia. Che possa godersi la pace di cui ha bisogno da tanto tempo e provare talvolta un po' di compassione per una persona che l'è rimasta affezionata e che rimpiange il proprio destino e gli amici che deve necessariamente abbandonare là». Durante il resto del viaggio le sue condizioni psicofisiche peggiorarono sensibilmente: dimagriva sempre più, aveva una continua febbriciattola e si augurava la «pace che si trova soltanto nella tomba». In Austria fu riaccolta con manifestazioni di gioia da parte della popolazione e iniziò a riprendersi. Per il futuro si aspettava di trovare appoggio a Vienna, un regno a Parma e qualche soggiorno all'Elba col consorte.

### Congresso di Vienna e incontro con Neipperg

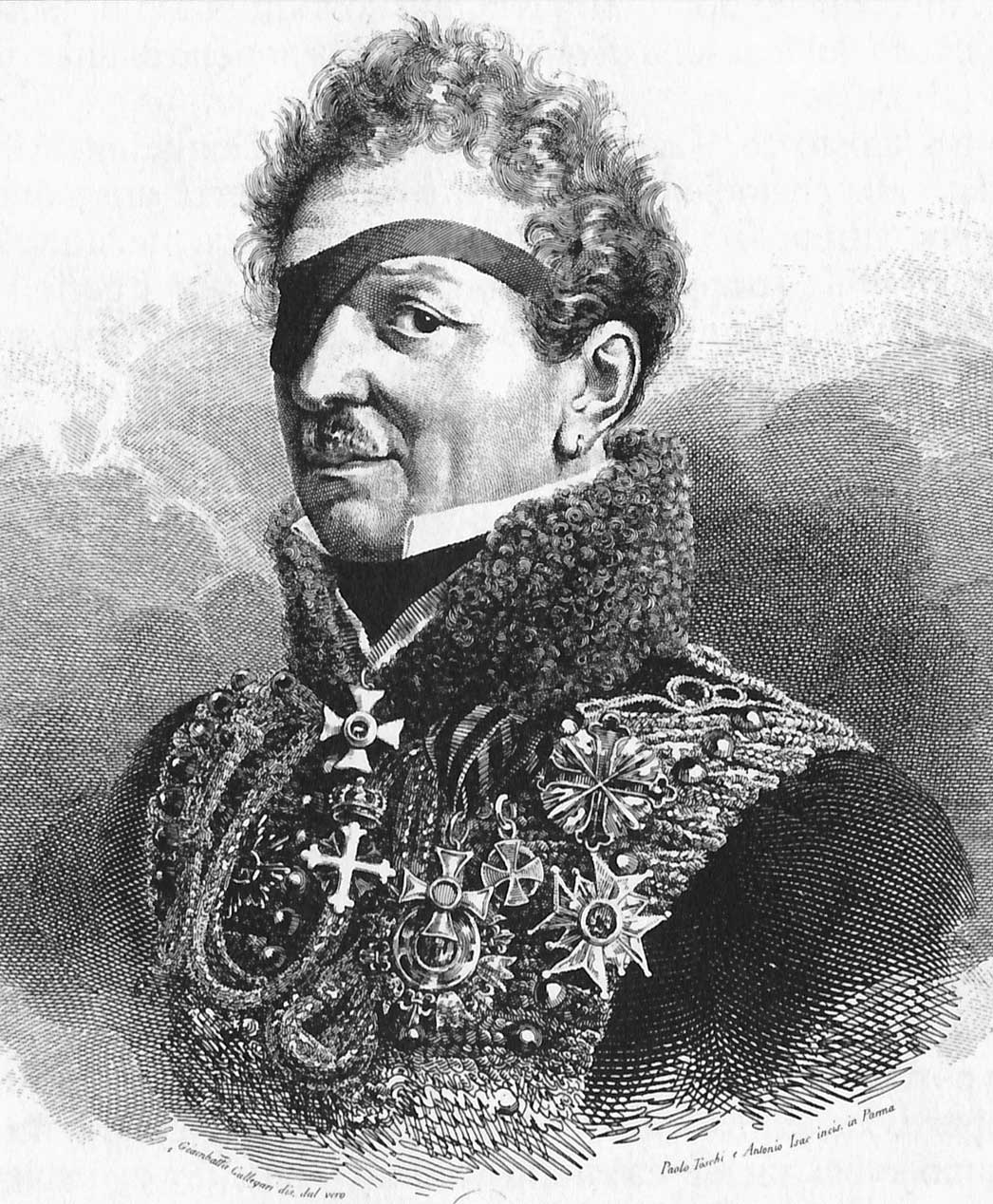
Il conte Adam Albert von Neipperg, secondo marito di Maria Luisa, (c. 1820)

A Vienna Maria Luisa fu accolta inizialmente con grandi dimostrazioni d'affetto; passati i primi tempi, però, la sua serenità iniziò a indispettire l'opinione pubblica e i suoi familiari, poiché non si mostrava nemmeno un po' afflitta per la sventura accorsa a suo marito. Nel giugno 1814 Francesco I concesse a Maria Luisa una vacanza nella località termale di Aix-les-Bains; al fianco della figlia pose un suo generale di fiducia, Adam Albert von Neipperg. Verso la fine d'agosto l'ex-imperatrice mostrò l'intenzione di tornare a Vienna per discutere del suo futuro e di quello di suo figlio. Napoleone le scrisse che l'aspettava all'Elba per settembre, ma Maria Luisa non aveva desiderio di recarvisi e comunque non lo avrebbe fatto senza il consenso paterno. Durante il viaggio di ritorno attraverso la Svizzera, Maria Luisa manifestò i sentimenti d'amore che aveva iniziato a provare per Neipperg, con cui si unì tra il 25 e il 26 settembre. Quando la notizia divenne di dominio pubblico, Maria Luisa fu aspramente criticata sia dai francesi sia dagli austriaci.
Intanto le potenze europee si stavano impegnando a riordinare i paesi "sconvolti" dalle conquiste napoleoniche e fu convocato il congresso di Vienna per il 1º ottobre 1814. Maria Luisa fu tenuta lontano dalle iniziative del congresso e fu condotta a far vita di corte nel castello di Schönbrunn. A difendere le sue rivendicazioni sul Ducato di Parma, che le veniva contestato dai Borboni, ci pensò Metternich. L'8 marzo 1815 Maria Luisa venne informata della fuga di Napoleone dall'isola d'Elba: l'ex-imperatrice crollò emotivamente poiché temeva di dover tornare in Francia. Scrisse a suo padre chiedendogli aiuto, che presto giunse da parte degli alleati. Le potenze del congresso dichiararono subito guerra a Napoleone e Maria Luisa sperava che la perdesse. Il marito le scrisse che l'aspettava per aprile e la richiese indietro ufficialmente a Francesco I; ma né l'imperatore, né sua figlia erano intenzionati ad accettare. Da parte sua Maria Luisa era ormai convinta del suo futuro a Parma con Neipperg, mandato a combattere in Italia, e al padre scrisse: «Mi sarebbe estremamente utile per via dell'andamento della mia casa e anche perché mi fido di lui e perché mi piacerebbe avere [a Parma] uno di qui, visto che non voglio fare nuove conoscenze!».

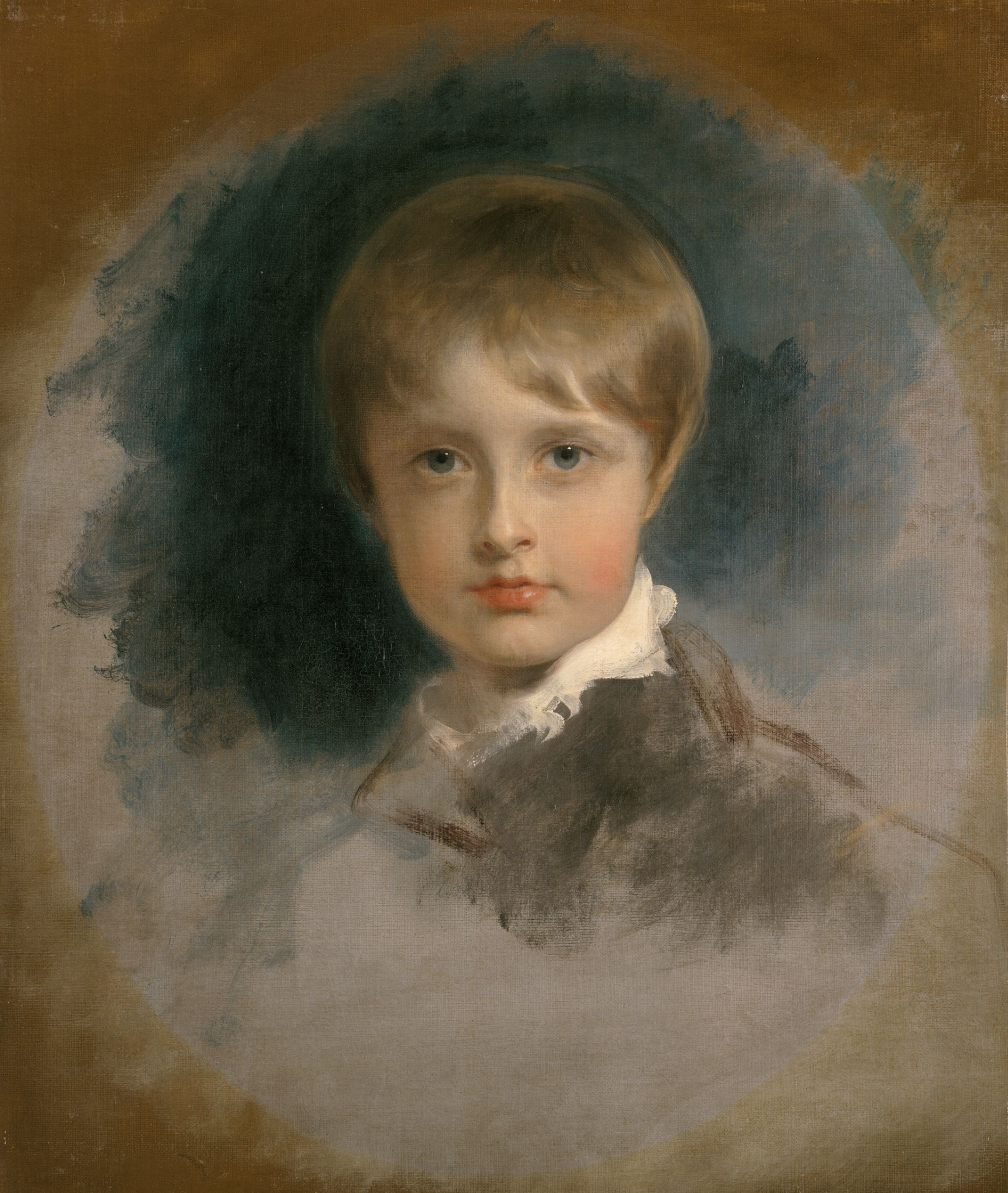
Napoleone II chiamato Franz dagli austriaci. Ritratto di Thomas Lawrence, 1818

Il 31 maggio 1815 Maria Luisa fu rasserenata dal patto stretto tra Austria, Prussia e Russia: le tre grandi potenze riconobbero il Ducato di Parma a Maria Luisa e a suo figlio; una volta finita la guerra, avrebbero ottenuto anche il riconoscimento di Inghilterra, Francia e Spagna. Meno di un mese dopo, il 18 giugno 1815, Napoleone fu definitivamente sconfitto nella battaglia di Waterloo. Il 15 agosto 1815, mentre Napoleone era in viaggio per Sant'Elena, Maria Luisa scrisse a suo padre: «Spero che venga trattato con bontà e con clemenza, e La prego, babbo carissimo, di adoperarsi perché ciò avvenga; questa è l'unica cosa che io osi chiedere per lui ed è l'ultima volta che mi prendo a cuore il suo destino, poiché devo essergli riconoscente per la tranquilla indifferenza nella quale mi ha lasciato vivere invece di farmi infelice». Napoleone giunse a Sant'Elena il 17 ottobre; il 12 dicembre, ventiquattresimo compleanno di Maria Luisa, l'ex-imperatrice si ricongiunse al suo amante Neipperg.
Quando i lavori del congresso ripresero, Inghilterra, Francia e Spagna rifiutarono di concedere Parma a Maria Luisa e a suo figlio, visto come un pericoloso idolo per la rinascita del bonapartismo. Il bambino, in realtà, non rappresentava alcun pericolo dal momento che veniva ormai trattato ed educato come un arciduca austriaco e addirittura era chiamato Francesco (Franz). Alla fine i ducati furono concessi in vitalizio a Maria Luisa, ma non le fu permesso di portare suo figlio in Italia. Fu privata della dignità imperiale, di cui continuava a fregiarsi, e le fu dato il titolo di "Sua Maestà l'arciduchessa Maria Luisa d'Austria, duchessa di Parma, Piacenza e Guastalla". Suo figlio, il cui futuro era ancora incerto, fu momentaneamente definito "Altezza serenissima il principe di Parma".

### Duchessa di Parma, Piacenza e Guastalla

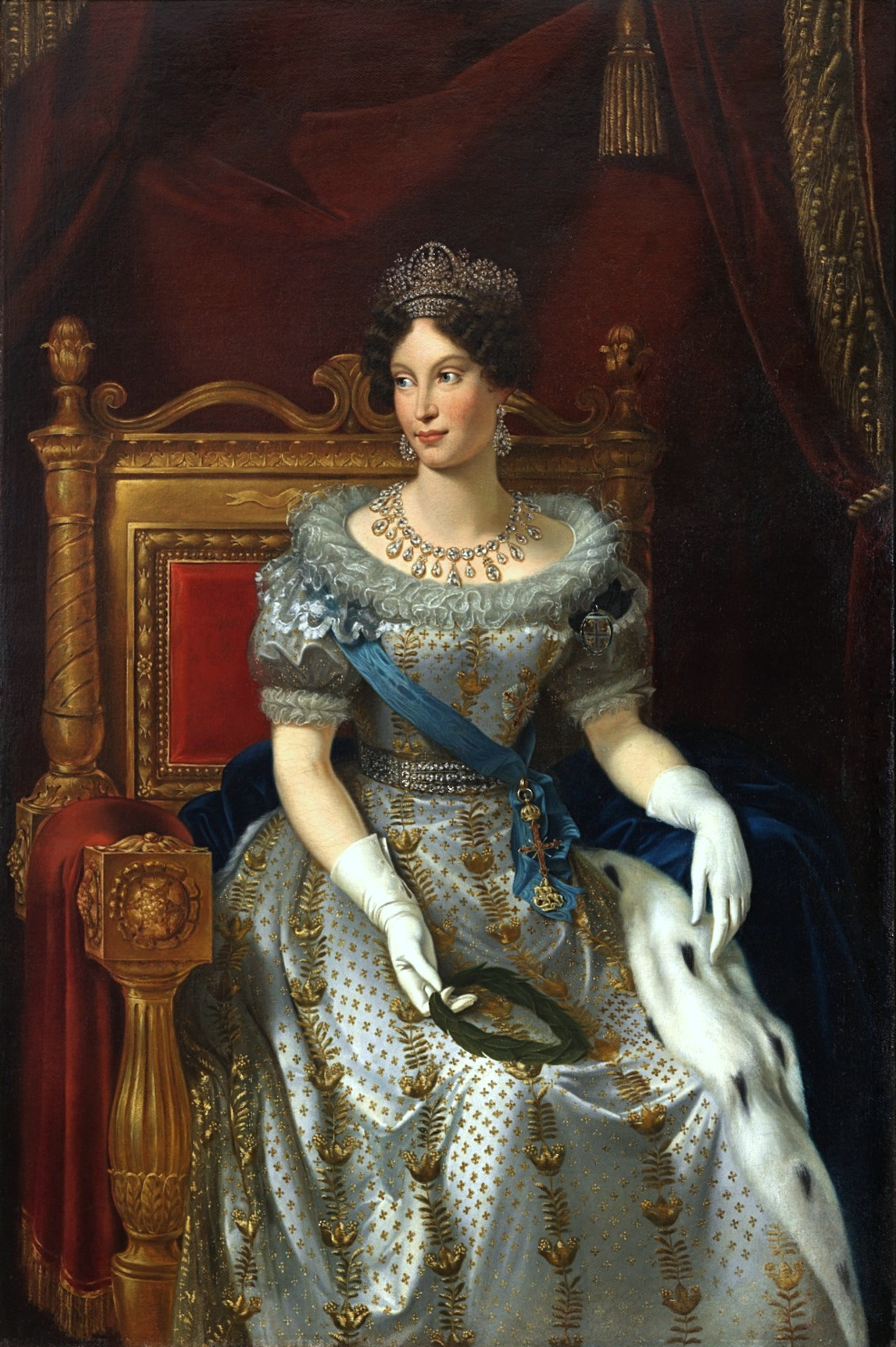
Giovanni Battista Callegari, Maria Luigia d'Austria, duchessa di Parma, (1835 circa)

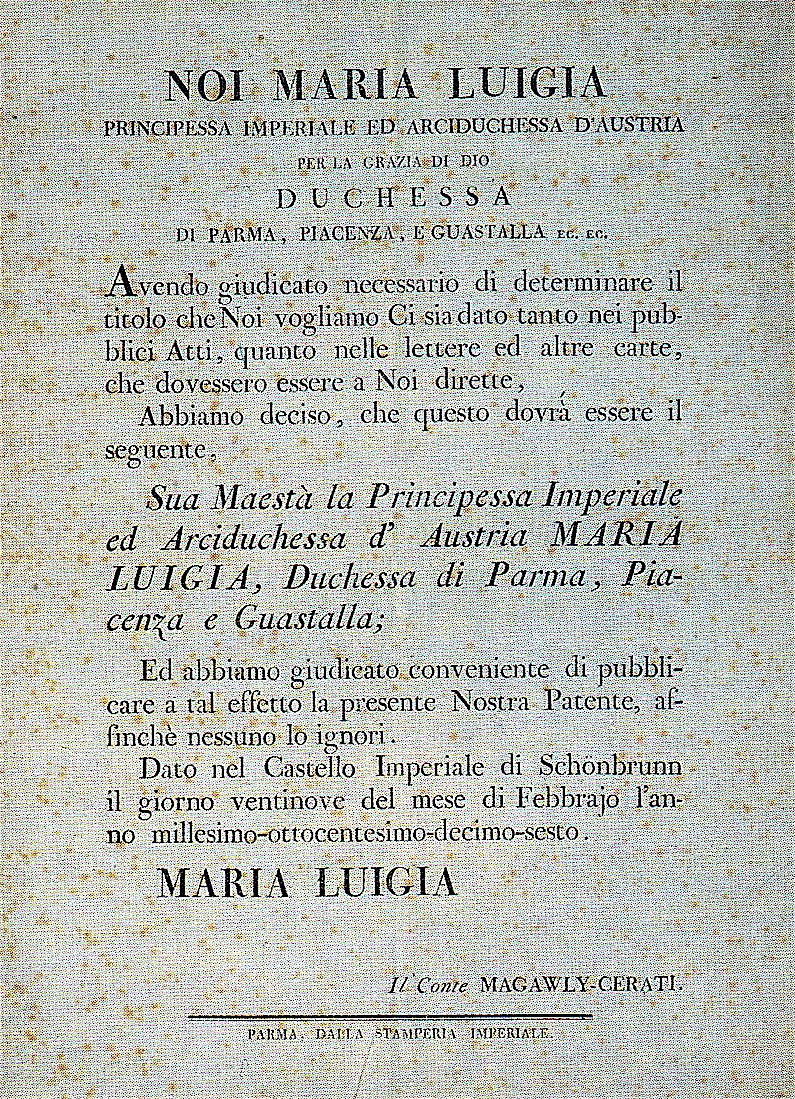
Il decreto con cui Maria Luisa d'Austria italianizzò il suo nome in Maria Luigia.

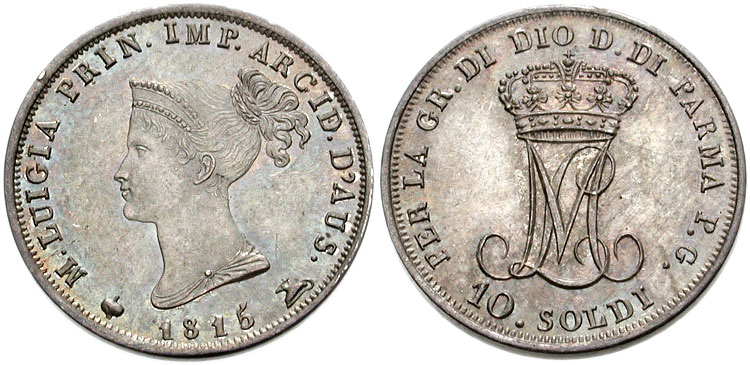
Una moneta del Ducato di Parma, Piacenza e Guastalla, con l'effigie di Maria Luigia

La nuova duchessa partì per l'Italia il 7 marzo 1816. Al suo fianco c'era l'amato e fidato Neipperg. In territorio italiano non le sarebbero mancati appoggi: il Regno Lombardo-Veneto era alle dirette dipendenze di Vienna; il Granducato di Toscana era governato da Ferdinando III, uno dei suoi zii più cari; a Modena regnava Francesco IV, fratello dell'imperatrice Maria Ludovica. Sul trono di Napoli sedeva suo nonno Ferdinando I delle Due Sicilie. Prima però di prendere possesso del suo ducato, l'ex-imperatrice francese volle anche italianizzare il suo nome. Dopo il tedesco Marie Luise e il francese Marie Louise scelse l'italiano Maria Luigia e il 29 febbraio 1816 rese pubblica la sua scelta con un decreto. Durante il viaggio ci fu un grave lutto: la ventottenne imperatrice Maria Ludovica, da tempo malata di tisi, si spense il 7 aprile 1816 a Verona. L'entrata ufficiale nel ducato avvenne il 19 aprile, poco dopo scrisse al padre: «Il popolo mi ha accolto con tale entusiasmo che mi sono venute le lacrime agli occhi». La sua prima destinazione fu il palazzo ducale di Colorno, la sua futura residenza estiva. Il giorno dopo entrò a Parma. Un cronista del tempo scrisse: «Fece il suo ingresso in questa capitale alle ore 5 pomeridiane. Si partì da Colorno in treno di campagna e prese quello di gala al casino del Tenente colonnello Fedolfi. Dietro lettera ministeriale, la Cattedrale fu magnificamente ornata. Fu pregato a supplire in questa funzione dall'Em. Vescovo, alquanto incomodato, mons. Scutellari e questo prelato coi canonici e con dodici Consorziali si apparò nella cappella del Consorzio. Sua Maestà fu ricevuta, sotto baldacchino, e condotta che in santuario, si diè principio alla funzione».
Maria Luigia non si occupò mai veramente di politica; era Neipperg, suo primo maggiordomo e ministro degli Esteri, a muovere il governo, tenendo anche conto delle direttive che Metternich gli inviava da Vienna.. Tra i suoi collaboratori si possono citare Stefano Sanvitale e Vittorio Paolucci de Calboli, discendente da un'antica famiglia nobile di Forlì. La Duchessa si limitava alle funzioni rappresentative che aveva già ricoperto in passato. Maria Luigia desiderava soltanto «poter trascorrere qui la mia esistenza nella più gran tranquillità» e i suoi sudditi erano d'accordo con lei. Il 1º maggio 1817, dalla relazione con Neipperg, nacque una bambina, Albertina, a cui diede il titolo di contessa di Montenuovo (italianizzazione di Neuberg, da Neipperg). Il 22 aprile 1818 nacque una seconda bambina, Matilde Maria, che morì bambina. L'8 agosto 1819 ebbero un altro figlio, Guglielmo. Ovviamente non poté riconoscere i suoi figli, che erano illegittimi, e per questo non poterono abitare a palazzo. La situazione la faceva soffrire, anche perché la loro esistenza era nota a Vienna e ai parmigiani.
Quanto all'altro figlio, nel 1817 era stato deciso il suo destino: con un trattato collaterale all'Atto finale del Congresso di Vienna, sottoscritto a Parigi il 10 giugno, le grandi potenze avevano stabilito che, alla morte dell'arciduchessa, il suo ducato sarebbe tornato ai Borbone-Parma, "legittimi" ex titolari. Maria Luigia scrisse al padre: «È mio dovere di madre e mia ferma volontà di veder posti mentr'io sono in vita i fondamentali della futura sistemazione di mio figlio», richiedendo i territori palatino-bavaresi di Boemia appartenenti allo zio Ferdinando III di Toscana. Alla fine al bambino furono dati quei territori e il titolo di "Altezza serenissima il duca di Reichstadt". Per ritirare le patenti imperiali che stabilivano i titoli e il rango di suo figlio, Maria Luigia andò sino a Vienna. Vi rimase dal 2 luglio al 1º settembre 1818; fu per lei una gioia poter riabbracciare Francesco, amato sinceramente dal nonno, e fu un dolore il doverlo lasciare di nuovo. Lo avrebbe rivisto due anni dopo e poi nel 1823, nel 1826, nel 1828, nel 1830 e infine nel 1832, sul letto di morte.

### Morte di Napoleone e seconde nozze

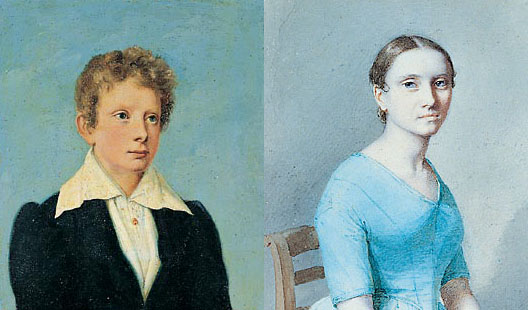
Guglielmo e Albertina, i primi due figli di Maria Luigia e Adam Albert von Neipperg (c. 1830)

Il 5 maggio 1821 Napoleone morì. Maria Luigia venne a conoscenza della morte del marito leggendo la "Gazzetta del Piemonte" del 19 luglio, mentre si trovava a Villa Sala con Neipperg e i figli. Allora si confidò con la sua amica, Victoire de Poutet, contessa di Crenneville, alla quale scrisse: «Sono oggi in una grande incertezza, la "Gazzetta del Piemonte" ha annunciato in una maniera così positiva la morte dell'Imperatore Napoleone che non è quasi più possibile di dubitarne; confesso che ne sono stata estremamente colpita, poiché anche se non ho mai avuto sentimenti molto vivi di alcun genere per lui, non posso dimenticare che è il padre di mio figlio e che lontano dal maltrattarmi come il mondo crede, mi ha sempre testimoniati tutti i riguardi, la sola cosa che si possa desiderare in un matrimonio politico. Ne sono dunque stata molto afflitta e benché si debba essere contenti che Egli abbia finito la sua esistenza disgraziata in una maniera così cristiana, io gli avrei nonostante desiderato molti anni di fortuna e vita, purché fosse lontano da me. Nell'incertezza di quella che sia la verità, mi sono stabilita a Sala, non volendo andare a teatro, sinché non si sappia qualcosa di sicuro».
Pochi giorni dopo, il 24 luglio, Maria Luigia scrisse al figlio Francesco: «Sono certa che sentirete questo dolore profondamente, come lo sento io, perché sareste un ingrato se dimenticaste tutta la bontà che Egli ha avuto per voi nella vostra tenera infanzia; sono anche certa che cercherete di imitare le sue virtù, evitando nello stesso tempo gli scogli che finirono col perderlo». Napoleone non lasciò in eredità alla moglie e al figlio del denaro liquido, ma delle reliquie affettive. Maria Luigia, però, tentò invano di ottenere parte del patrimonio per suo figlio.
Ormai vedova, Maria Luigia poteva legalizzare la sua relazione con Neipperg che sposò l'8 agosto 1821 con nozze morganatiche segrete, poiché il rango del marito era inferiore al suo. I bambini di Maria Luigia andarono ad abitare in una dépendance del Palazzo Ducale e furono seguiti da una governante e da un istitutore. A Parma Maria Luigia poté così replicare l'ambiente borghese e Biedermeier che aveva caratterizzato la sua infanzia a Vienna.
Il marito morì per problemi cardiaci otto anni dopo le nozze, il 22 febbraio 1829. Maria Luigia pianse molto la sua morte, ma da Vienna le fu vietato di portare pubblicamente il lutto. Il testamento di Neipperg parlava in termini chiari del matrimonio e dei figli, che la duchessa avrebbe voluto adottare. Vienna riconobbe ufficialmente la loro esistenza per mezzo di una confessione scritta, resa da Maria Luigia il 17 marzo 1829, che fu inserita negli Acta segreta degli archivi di Stato. Tuttavia, non le fu permesso di riconoscere né di adottare i suoi figli. L'imperatore Francesco I rivelò al duca di Reichstadt che Neipperg, l'uomo che veniva a visitarlo di tanto in tanto e che lui stimava, era stato invero il suo patrigno. Quando poi seppe dei due fratellastri, il principe affermò di avere una madre «buona ma debole».

### Moti rivoluzionari del 1831

Arme di Maria Luigia come duchessa di Parma, Piacenza e Guastalla

Nel 1830 la rivoluzione di luglio scacciò per sempre i Borboni restaurati dal trono di Francia. Da lì, la rivolta dilagò anche nel resto d'Europa: nei primi giorni del febbraio 1831 ci furono dei moti nel ducato di Modena e nelle Legazioni apostoliche di Bologna, Forlì, Ferrara e Ravenna. Successivamente fu coinvolta anche Parma. Maria Luigia aveva sempre avuto una visione piuttosto mite nei confronti dei carbonari rispetto a suo padre e al cugino reazionario Francesco IV di Modena. Tuttavia, era Vienna a comandare a Parma, attraverso il barone Josef von Werklein, e non la duchessa regnante. Il 4 febbraio 1831 si sollevò Bologna, il giorno successivo fu la volta di Forlì, due città che appartenevano allo Stato pontificio, e pochi giorni dopo anche i parmigiani manifestarono di fronte al Palazzo Ducale col grido: «Costituzione e morte a Werklein!». Non era la rispettata duchessa l'oggetto delle loro proteste; il 12 febbraio Maria Luigia scrisse al padre: «Tra le 6 e le 7 di sera incominciò sulla piazza grande uno strepito terribile, che poi s'incanalò per tutte le vie arrivando fino al Palazzo, dove, accanto a voci di evviva al mio indirizzo, si sono sentite parole scellerate contro Werklein e le autorità».
Furono schierati i cannoni, ma una delegazione di notabili chiese alla duchessa di non far sparare sul popolo. Maria Luigia, che non voleva ricorrere alla violenza, tuttavia non sapeva come agire e decise di lasciare la città, cosa che le fu impedita dai parmigiani, che vedevano in lei la garante dell'accettazione delle loro richieste. Tra il 14 e il 15 febbraio, però, riuscì a lasciare Parma, scortata dai granatieri ducali e dalla neocostituita Guardia nazionale; a Parma nel frattempo si insediava un governo provvisorio affidato al conte Claudio Linati. Da Piacenza Maria Luigia scrisse al padre di trovare un altro impiego a Werklein, «che non può servire a nulla, ma può nuocere assai». Francesco I mandò le sue truppe e il 2 marzo a Fiorenzuola d'Arda ci fu il primo e ultimo fallimentare tentativo dei rivoltosi. L'8 agosto la duchessa rientrò nella capitale: i parmigiani erano scontenti, non tanto per il ritorno di Maria Luigia, quanto per la presenza delle truppe austriache in città. Onde evitare altri tumulti, Maria Luigia decise di non condannare i capi dei rivoltosi e il 29 settembre 1831 proclamò lei stessa un'amnistia.

### Morte del figlio e terze nozze

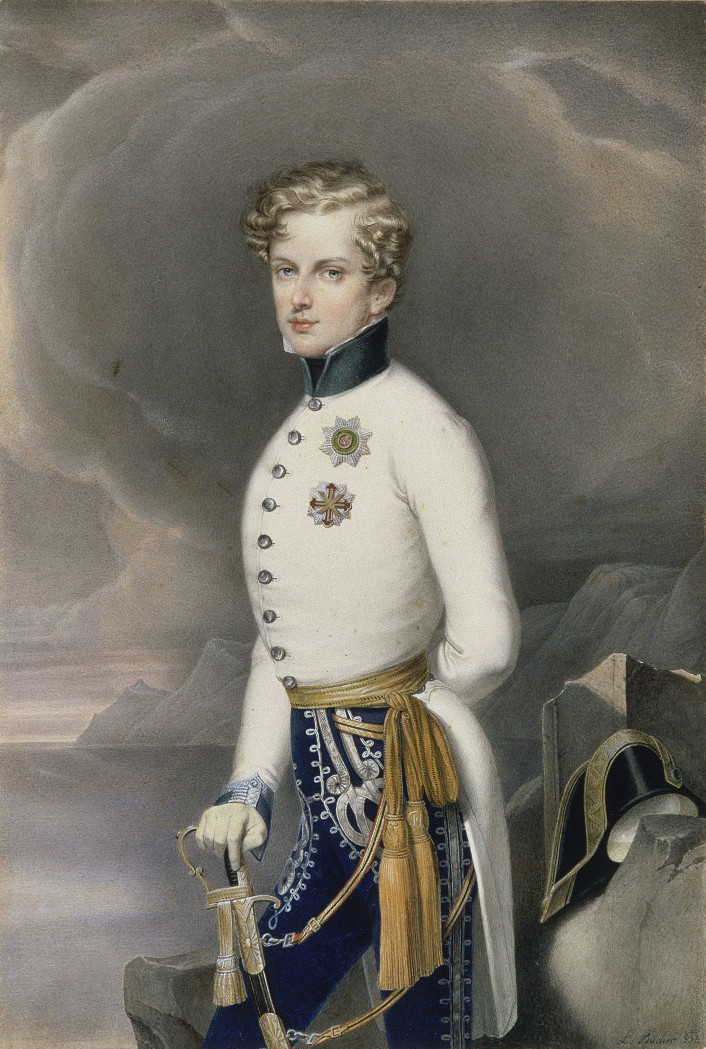
Francesco, duca di Reichstadt, figlio di Maria Luigia.
Ritratto di Leopold Bucher, 1832

Il duca di Reichstadt Francesco era stato educato secondo i princìpi degli Asburgo e aveva perseguito la carriera militare, diventando ufficiale nel 1828. Tuttavia, la sua salute era estremamente cagionevole, soprattutto a causa di una crescita prematura che lo aveva fatto diventare un esile ragazzo alto quasi un metro e novanta centimetri. La sua sorte sventurata di figlio d'un imperatore decaduto e la sua bellezza delicata e malinconica, gli valsero simpatia e compassione, in particolare dalla zia acquisita Sofia di Baviera. A vent'anni si ammalò di tisi, che lo consumò sino alla morte. Il suo stato all'inizio di giugno del 1832 peggiorò notevolmente. Maria Luigia fu tenuta completamente all'oscuro della salute del figlio, poiché si desiderava che lei restasse a Parma, visto il delicato momento politico. Non appena da Vienna giunsero notizie più gravi, Maria Luigia non esitò a partire, benché avesse febbre e tosse, ma perse del tempo a Trieste perché l'imperatore giunse in ritardo. Il 24 giugno rivide finalmente il figlio, che l'abbracciò. Francesco si spense il 22 luglio 1832, invocando la madre che era al suo capezzale. La sua morte fu pianta con grande costernazione della madre, del nonno e di tutta la corte austriaca.
A Parma, dopo la dipartita di Werklein, Metternich inviò come suo sostituto Wenzel Philipp von Maréschall. Il nuovo ministro iniziò presto a criticare la duchessa, che non solo non voleva adottare un regime repressivo, ma anche si comportava troppo liberamente nella sua vita privata. Maria Luigia aveva amato molto ed era stata riamata da Neipperg; dopo la sua morte, la duchessa si consolò iniziando a circondarsi di numerosi amanti. Maréschall fu sostituito nel 1833 e al suo posto fu inviato un francese, il conte Charles-René de Bombelles (1785-1856). Sei mesi dopo il suo arrivo, il 17 febbraio 1834, Maria Luisa e Bombelles contrassero in segreto un matrimonio morganatico. Le nuove nozze non furono dettate dall'amore, ma dalla convenienza di avere un marito accanto, che fosse anche il primo uomo dello Stato.
Il 2 marzo 1835 Francesco I morì; Maria Luisa scrisse all'amica Victoire: «Ho perduto l'essere che nelle circostanze più difficili della mia vita mi è stato padre, amico e consigliere». Con il nuovo imperatore, suo fratello Ferdinando I, Maria Luigia ebbe rapporti puramente formali.

### Ultimi anni e morte

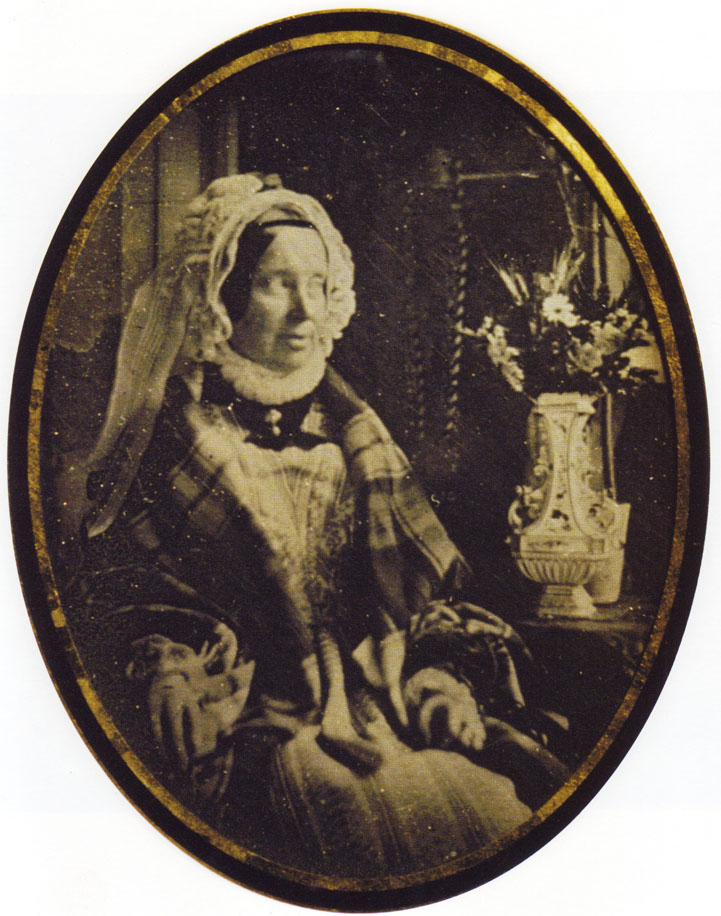
Dagherrotipo della duchessa Maria Luigia nel 1847, all'età di 56 anni

Nel 1839 Maria Luisa disse che la sua felicità era tutta «nella consolazione che possono darmi i miei bravi figli e nello sforzo d'adempiere, per quanto m'è consentito dalle mie deboli forze, i doveri che Iddio m'impone». Il resto della sua vita fu relativamente tranquillo: Maria Luigia era circondata dall'affetto dei suoi cari, un marito che la rispettava e dei figli che l'amavano. Albertina si sposò con Luigi Sanvitale, conte di Fontanellato, ed ebbero quattro figli. Guglielmo, invece, sposò la contessa Giuliana Batthyány-Strattmann, da cui ebbe tre figli (nati dopo la morte della duchessa).

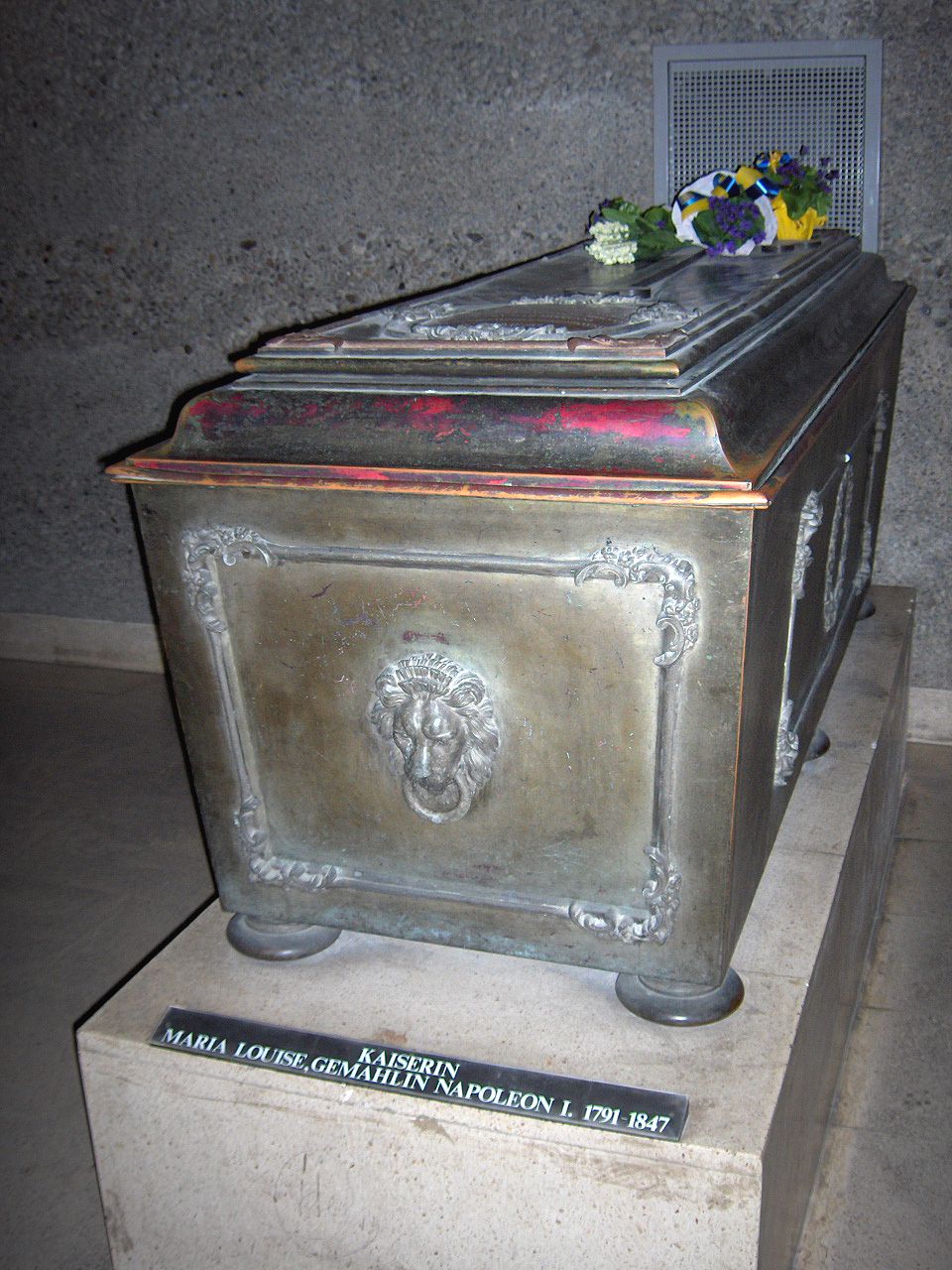
La tomba di Maria Luigia nella Cripta Imperiale della chiesa dei Cappuccini a Vienna

La borghesizzazione economica e sociale che si era operata sotto il governo di Maria Luigia, iniziò a dare i suoi frutti poco prima delle rivoluzioni del 1848. Anche a Parma ci furono manifestazioni d'entusiasmo per l'elezione di papa Pio IX, mentre la presenza austriaca in Italia era sempre più biasimata. La stessa duchessa, per quanto amata nel corso del suo trentennale governo, si sentiva trattata con più freddezza rispetto al passato. Il 9 dicembre 1847, Maria Luigia, una donna invecchiata anzitempo, accusò dei dolori al petto che peggiorarono la sera quando sopraggiunsero brividi e febbre. Nonostante questo, la duchessa volle presiedere il Consiglio e quando si ritirò disse in italiano: «Addio, amici miei».
Il 12 dicembre, giorno del suo 56º compleanno, sembrò riprendersi per poi peggiorare di nuovo. L'intera città era costernata dal dolore e davanti al palazzo si radunò, in silenzio, una gran folla. Chiese l'estrema unzione e il Viatico, poi fece dar lettura del suo testamento: nominava erede universale del suo patrimonio suo cugino, l'arciduca Leopoldo Luigi (figlio di suo zio Ranieri, viceré del Lombardo-Veneto); ai due figli, che in quanto illegittimi non potevano essere suoi eredi, fece avere 300 000 fiorini ciascuno e degli oggetti personali. Accanto a lei c'erano suo marito, la figlia e il genero (il figlio stava prestando servizio come ufficiale in una guarnigione austriaca). Il giorno della sua morte era perfettamente lucida: verso le dodici del 17 dicembre 1847, dopo aver avuto molti conati di vomito, si assopì serenamente per non svegliarsi più. Alle diciassette era morta.
Il suo medico Fritsch indicò come causa della morte una pleurite reumatica. La salma fu imbalsamata dal dottor Giuseppe Rossi, l'uomo che trent'anni prima aveva allevato i suoi due figli prima delle nozze con Neipperg. Alla vigilia di Natale fu celebrato il rito funebre. Il feldmaresciallo Josef Radetzky, comandante in capo delle truppe austriache in Italia, inviò a Parma uno squadrone di centocinquanta ussari come scorta d'onore. Accompagnata da questi soldati l'ex-imperatrice dei francesi e duchessa di Parma iniziò il suo ultimo viaggio verso Vienna. Dei suoi fratelli e sorelle le erano sopravvissuti soltanto Maria Clementina, principessa di Salerno, Ferdinando I, imperatore d'Austria, Francesco Carlo, arciduca d'Austria, e Maria Anna, arciduchessa d'Austria.
Secondo quanto stabilito dal congresso di Vienna il titolo di duca di Parma e Piacenza passò al principe Carlo II di Parma, nipote dell'ultimo regnante prima di Maria Luigia, ma quello di duca di Guastalla passò al duca Francesco V d'Asburgo-Este.
La duchessa Maria Luigia fu sepolta nella Cripta Imperiale a Vienna, vicino a suo figlio, il duca di Reichstadt e al padre, l'imperatore Francesco I. Nel 1940 Hitler fece traslare le spoglie di Napoleone II a Les Invalides, accanto a quelle del padre. Tra il 1960 e il 1962 ci fu un nuovo riordinamento delle salme e il corpo di Maria Luigia fu trasferito nella nuova cappella (127), di fronte a quello di suo nipote, lo sventurato imperatore del Messico Massimiliano.

## Opere

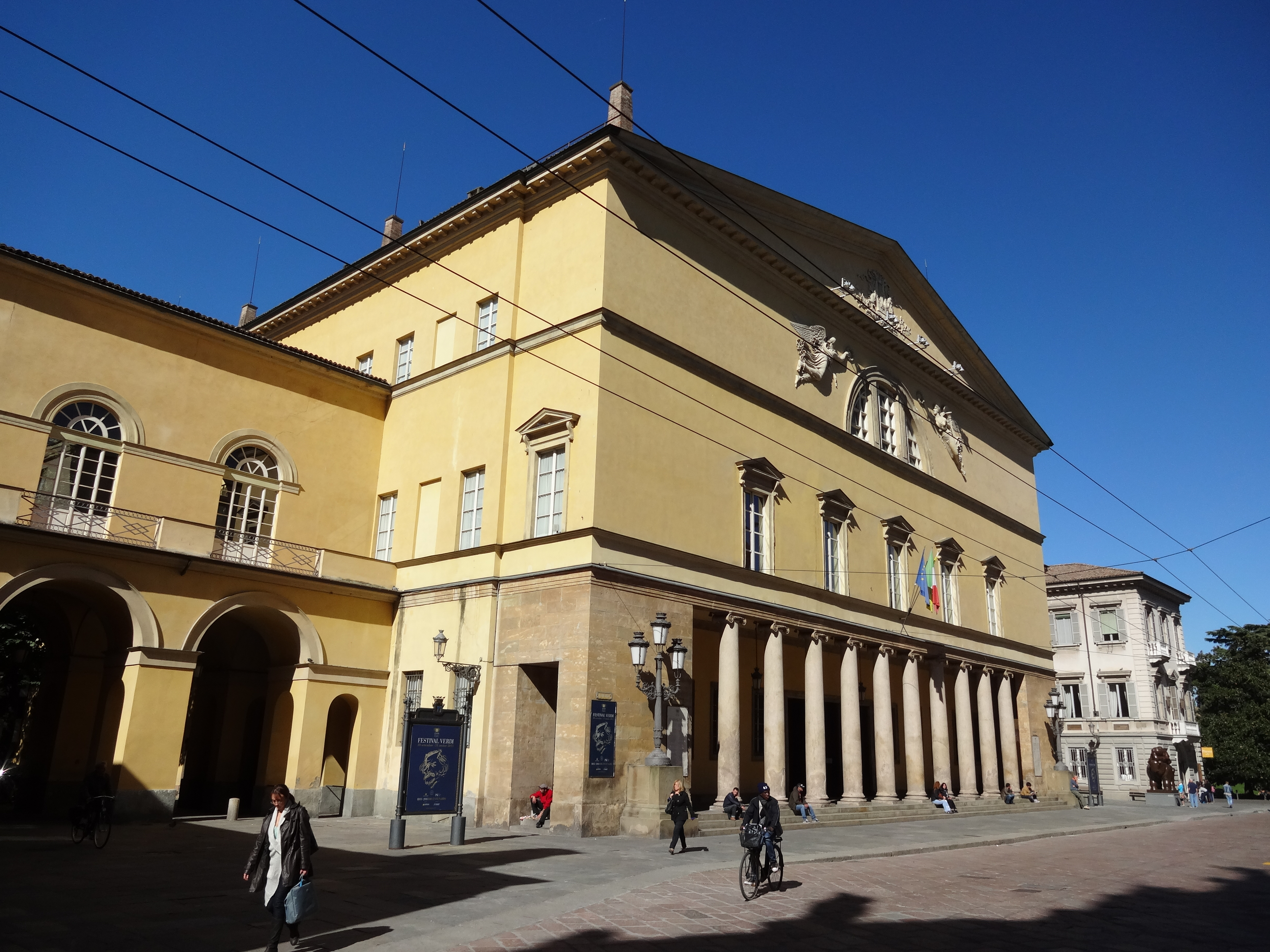
Il Teatro Regio di Parma (Teatro Ducale al tempo di Maria Luigia)

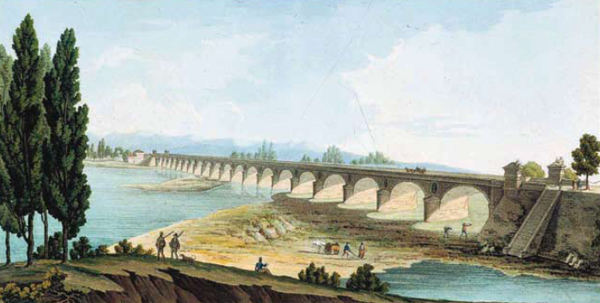
Ponte sul Taro

Fin dall'inizio del suo governo Maria Luigia dimostrò di essere una sovrana illuminata. Si interessò subito, per esempio, in modo molto attento, della prevenzione e della lotta alle epidemie, con una serie di regolamenti del 4 marzo 1817 che dovevano servire a contrastare un'epidemia di tifo. Maria Luigia dedicò anche un particolare interesse alla condizione femminile e nel settembre del 1817 inaugurò l'Istituto di maternità e la Clinica Ostetrica Universitaria. Pensò anche ai malati di mente, che fece trasferire in un ambiente ampio e confortevole, chiamato l'Ospizio dei Pazzerelli, che fu ubicato in un convento cittadino. Dal 1831 curò predisposizioni per una eventuale epidemia di colera e quando questa arrivò nel giugno del 1836, ella l'affrontò coraggiosamente. Maria Luigia visitava gli ammalati per confortarli e si inginocchiò accanto a quelli che, per mancanza di letti, erano stati deposti sui pavimenti dei corridoi. Nello stesso anno creò inoltre una medaglia per premiare coloro che seppero contrastare l'epidemia attraverso consigli e provvedimenti. Per aiutare la città fece anche fondere la preziosa toilette d'argento dorato regalatole dalla città di Parigi per le nozze con Napoleone e ne ricavò 125 000 franchi. Alla fine l'epidemia fu debellata nel settembre dello stesso anno, con un totale di 438 morti.
La prima opera architettonica realizzata durante il governo di Maria Luigia fu la costruzione del ponte sul fiume Taro, progettato dall'ingegnere Antonio Cocconcelli. I lavori, avviati nel 1816, durarono tre anni, non senza lunghe sospensioni a causa di una serie di piene del fiume. L'inaugurazione avvenne il 10 ottobre 1819, alla presenza della duchessa e in quell'occasione furono sorteggiate 24 "ragazze da marito" alle quali fu assegnata una dote di 250 nuove lire di Parma.
(Lettera di Maria Luigia del 23 ottobre 1819 all'amica Colloredo.)

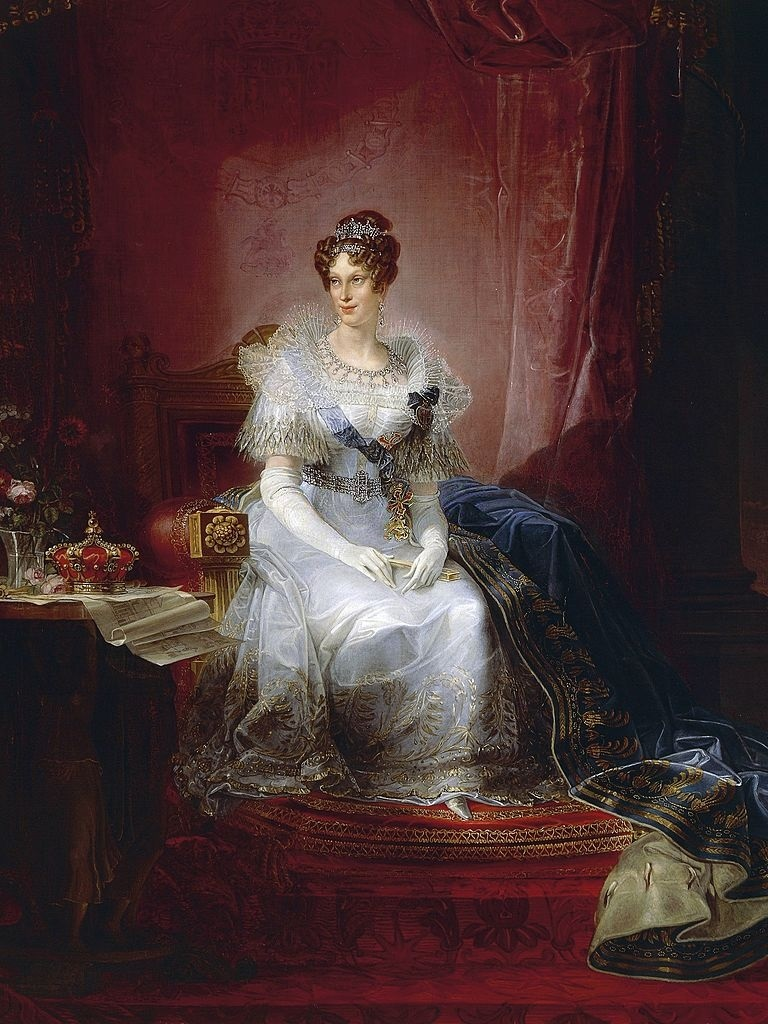
Maria Luigia, la "buona duchessa" di Parma. Ritratto di Giovan Battista Borghesi, 1837-1839

Il 22 maggio 1819 Maria Luigia ordinò la costruzione di un ponte sulla Trebbia e affidò di nuovo la stesura del progetto all'architetto Antonio Cocconcelli, ingegnere capo dei Ducati, affiancato dall'ingegner Giambattista Ferrari. Il progetto iniziale prevedeva un ponte in legno con piloni e altre opere in pietra, ma venne modificato su pressione dei piacentini che chiesero che il ponte fosse costruito in cotto. Maria Luigia accolse tali suppliche con il Sovrano Rescritto del 5 dicembre 1821. La costruzione venne ultimata quattro anni dopo e il Ponte di Trebbia venne inaugurato dalla Duchessa nel giugno del 1825, alla presenza di Francesco I d'Austria e dell'Imperatrice (genitori di Maria Luigia), del Viceré e della Viceregina del Lombardo-Veneto arrivati direttamente da Castel San Giovanni.
Non furono gli unici ponti fatti costruire da Maria Luigia per ovviare ai disagi causati dalle piene del Taro, della Trebbia e dei loro affluenti. Tra il 1835 e il 1836 venne eretto il ponte sul Nure a Ponte dell’Olio, detto "di Maria Luigia d'Austria", che sostituì il precedente caduto in rovina. Nel 1837 fu inaugurato il ponte sull’Arda a Fiorenzuola d'Arda, nel 1838 fu aperto quello sul Nure a Pontenure. Nel 1843 il ponte sul Tidone, presso Sarmato, che sostituì il precedente manufatto in legno.
Dopo aver fatto riadattare il Teatro Farnese, Maria Luigia, che amava la musica, fece costruire il nuovo Teatro Ducale, ora Teatro Regio, che fu iniziato nel 1821 e terminato nel 1829, con una spesa complessiva astronomica di 1 190 664 lire. Fu inaugurato il 13 maggio 1829 con Zaira, un'opera nuova di Vincenzo Bellini. Il sipario fu dipinto da Giovan Battista Borghesi con un'allegoria rappresentante la corte ducale, in cui Maria Luigia è raffigurata nella figura centrale con le sembianze di Minerva. La duchessa impose prezzi d'ingresso bassi per aprire il teatro anche ai meno abbienti. Sempre nel 1821 Maria Luigia fondò anche il Conservatorio di Parma, dove molti anni dopo avrebbe studiato il grande direttore d'orchestra Arturo Toscanini. Il compositore simbolo del Risorgimento Giuseppe Verdi, al quale Maria Luigia aveva donato una borsa di studio, le dedicò una delle sue prime opere, I Lombardi alla prima crociata.
Maria Luigia rinnovò anche il Palazzo Ducale di Parma, fece ampliare il Casino dei Boschi a Sala Baganza e nei pressi fece costruire la villa del Ferlaro per i suoi figli. Nel Palazzo della Pilotta, invece, fece allestire una biblioteca, un museo archeologico e una pinacoteca, poi diventata Galleria nazionale di Parma. Tra le numerose opere c'è anche la statua della duchessa nelle sembianze della Concordia, di Antonio Canova. Nel 1833 fu creata una sala per l'Archivio di Stato e nel 1834 fu terminato l'ampliamento della biblioteca. La sovrana fuse inoltre il collegio Lalatta e il collegio dei Nobili in una sola istituzione, il collegio ducale Maria Luigia (ribattezzato nel 1896 convitto nazionale Maria Luigia), con sede nell'omonimo palazzo, affidato ai padri Barnabiti.
Grazie alla sua azione governativa, il popolo soprannominò presto Maria Luigia la "buona duchessa". A Maria Luigia è dedicato il Convitto nazionale di Parma.

## Il Museo Glauco Lombardi
A Parma c'è un museo interamente dedicato al ricordo della duchessa di Parma e Piacenza. È il museo fondato nel 1912 da Glauco Lombardi (1881 - 1970) il massimo raccoglitore di cimeli di Maria Luigia. È allestito in quello che un tempo era chiamato Palazzo di Riserva e che si trovava proprio di fronte al Palazzo Ducale, distrutto dai bombardamenti durante la seconda guerra mondiale. Nel museo sono raccolti tra gli altri il manto azzurro da duchessa e un frammento del suo manto imperiale d'argento, un braccialetto con la miniatura di Neipperg, gli oggetti che teneva sullo scrittoio, i pennelli e i colori che usava per dipingere, i suoi acquerelli, gli oggetti da cucito e da ricamo, il suo fortepiano e ciocche di capelli suoi e dei figli.

## Ascendenza
|                                     |                     |                                        | Genitori                                      |  |  | Nonni |  |  | Bisnonni              |  |  | Trisnonni          |  |
|                                     |                     |                                        |                                               |  |  |       |  |  | Francesco I di Lorena |  |  | Leopoldo di Lorena |  |
|                                     |                     |                                        |                                               |  |  |       |  |  | Francesco I di Lorena |  |  | Leopoldo di Lorena |  |
|                                     |                     | Elisabetta Carlotta di Borbone-Orléans |                                               |  |  |       |  |  | Francesco I di Lorena |  |  |                    |  |
| Leopoldo II d'Asburgo-Lorena        |                     |                                        |                                               |  |  |       |  |  | Francesco I di Lorena |  |  |                    |  |
|                                     |                     | Maria Teresa d'Austria                 | Carlo VI d'Asburgo                            |  |  |       |  |  |                       |  |  |                    |  |
|                                     |                     | Maria Teresa d'Austria                 | Carlo VI d'Asburgo                            |  |  |       |  |  |                       |  |  |                    |  |
|                                     |                     | Maria Teresa d'Austria                 | Elisabetta Cristina di Brunswick-Wolfenbüttel |  |  |       |  |  |                       |  |  |                    |  |
| Francesco II d'Asburgo-Lorena       |                     | Maria Teresa d'Austria                 |                                               |  |  |       |  |  |                       |  |  |                    |  |
|                                     |                     | Carlo III di Spagna                    | Filippo V di Spagna                           |  |  |       |  |  |                       |  |  |                    |  |
|                                     |                     | Carlo III di Spagna                    | Filippo V di Spagna                           |  |  |       |  |  |                       |  |  |                    |  |
|                                     |                     | Carlo III di Spagna                    | Elisabetta Farnese                            |  |  |       |  |  |                       |  |  |                    |  |
| Maria Ludovica di Borbone-Spagna    |                     | Carlo III di Spagna                    |                                               |  |  |       |  |  |                       |  |  |                    |  |
|                                     |                     | Maria Amalia di Sassonia               | Augusto III di Polonia                        |  |  |       |  |  |                       |  |  |                    |  |
|                                     |                     | Maria Amalia di Sassonia               | Augusto III di Polonia                        |  |  |       |  |  |                       |  |  |                    |  |
|                                     |                     | Maria Amalia di Sassonia               | Maria Giuseppa d'Austria                      |  |  |       |  |  |                       |  |  |                    |  |
| Maria Luisa d'Asburgo-Lorena        |                     | Maria Amalia di Sassonia               |                                               |  |  |       |  |  |                       |  |  |                    |  |
|                                     | Carlo III di Spagna | Filippo V di Spagna                    |                                               |  |  |       |  |  |                       |  |  |                    |  |
|                                     | Carlo III di Spagna | Filippo V di Spagna                    |                                               |  |  |       |  |  |                       |  |  |                    |  |
|                                     | Carlo III di Spagna | Elisabetta Farnese                     |                                               |  |  |       |  |  |                       |  |  |                    |  |
| Ferdinando I delle Due Sicilie      | Carlo III di Spagna |                                        |                                               |  |  |       |  |  |                       |  |  |                    |  |
|                                     |                     | Maria Amalia di Sassonia               | Augusto III di Polonia                        |  |  |       |  |  |                       |  |  |                    |  |
|                                     |                     | Maria Amalia di Sassonia               | Augusto III di Polonia                        |  |  |       |  |  |                       |  |  |                    |  |
|                                     |                     | Maria Amalia di Sassonia               | Maria Giuseppa d'Austria                      |  |  |       |  |  |                       |  |  |                    |  |
| Maria Teresa di Borbone-Due Sicilie |                     | Maria Amalia di Sassonia               |                                               |  |  |       |  |  |                       |  |  |                    |  |
|                                     |                     | Francesco I di Lorena                  | Leopoldo di Lorena                            |  |  |       |  |  |                       |  |  |                    |  |
|                                     |                     | Francesco I di Lorena                  | Leopoldo di Lorena                            |  |  |       |  |  |                       |  |  |                    |  |
|                                     |                     | Francesco I di Lorena                  | Elisabetta Carlotta di Borbone-Orléans        |  |  |       |  |  |                       |  |  |                    |  |
| Maria Carolina d'Asburgo-Lorena     |                     | Francesco I di Lorena                  |                                               |  |  |       |  |  |                       |  |  |                    |  |
|                                     |                     | Maria Teresa d'Austria                 | Carlo VI d'Asburgo                            |  |  |       |  |  |                       |  |  |                    |  |
|                                     |                     | Maria Teresa d'Austria                 | Carlo VI d'Asburgo                            |  |  |       |  |  |                       |  |  |                    |  |
|                                     |                     | Maria Teresa d'Austria                 | Elisabetta Cristina di Brunswick-Wolfenbüttel |  |  |       |  |  |                       |  |  |                    |  |
|                                     |                     | Maria Teresa d'Austria                 |                                               |  |  |       |  |  |                       |  |  |                    |  |